# Médis
Médis (prononcé [me.di]) est une commune du Sud-Ouest de la France, située dans le département de la Charente-Maritime, en région Nouvelle-Aquitaine. Ses habitants sont appelés les Médisais et Médisaises.
Au cœur du Pays Royannais, dans la frange continentale de la Côte de Beauté et sur les marches de la presqu'île d'Arvert, Médis est une commune résidentielle de la couronne périurbaine de Royan.
Autrefois essentiellement tournée vers les activités agricoles, dont viticoles, elle connaît depuis une dizaine d'années une croissance démographique et une diversification de son économie marquée notamment par le développement de zones commerciales (ZC de Belmont et revitalisation du centre-ville) et l'établissement de nombreuses zones pavillonnaires. L'habitat est ainsi marqué par un important étalement urbain, avec de nombreux lotissements qui viennent se greffer aux anciens hameaux.
Occupant une situation privilégiée entre Saujon et Royan, dans le prolongement des grandes champagnes agricoles et à proximité de l'océan Atlantique et de l'estuaire de la Gironde, la commune, forte de 3041 habitants en 2022, appartient au secteur Est de la communauté d'agglomération Royan Atlantique, structure intercommunale qui rassemble 85271 en 2021.
La commune comprend plusieurs infrastructures touristiques (campings), sportives (stade, gymnase, skatepark) et culturelles (bibliothèque, associations). L'aérodrome de Royan-Côte de Beauté est situé sur le territoire communal.

## Géographie

### Présentation

Position de Médis en Charente-Maritime.

La commune de Médis se situe dans le sud-ouest du département de la Charente-Maritime, dans l'ancienne province de la Saintonge. Appartenant au Midi atlantique, elle peut être rattachée à deux grands ensembles géographiques, le Grand Ouest français et le Grand Sud-Ouest français.
D'une superficie de 2 346 hectares, le territoire communal s'étend pour une large part sur un plateau de faible altitude bordé au nord par le marais de l'Aubat, à l'ouest par le marais de Pousseau et au sud par les marais de Belmont et de Margite. À l'est d'une ligne imaginaire reliant les hameaux de Brie et de la Verdonnerie, le relief s'adoucit quelque peu et se prolonge en une plaine où coule le Berthus, un ruisseau marquant la limite entre les communes de Médis et de Saujon.
Quelques forêts éparses (bois de Belmont, de Brie, du Pouyaud, des Audouins) alternent avec les terres arables, principalement consacrées à la culture des plantes oléagineuses, des céréales, du fourrage et de la vigne, et les pâturages destinés aux élevages bovins et ovins.

### Voies de communication et transports

#### Voies routières
Médis occupe une situation privilégiée sur un axe de communication majeur, la N 150 (extrémité occidentale de la route Centre-Europe Atlantique), qui relie la commune aux deux grands pôles économiques des environs, Royan et Saintes, en passant par Saujon, important pôle d'équilibre de la communauté d'agglomération. Des voies secondaires font la jonction avec les communes voisines que sont Saint-Georges-de-Didonne et Saint-Sulpice-de-Royan, accessibles principalement par la route départementale (RD) 140.
Un réseau dense de petites routes et de chemins vicinaux permet de relier entre eux les principaux lieux-dits et hameaux de la commune : la route de Pousseau (entre le centre-ville et le hameau du même nom, en passant par Puyravaud et le Moulin des Vignes), la route de Brie (entre la Motte et Brie, en passant par le Clousit, les Audouins et les Bonshommes) ou encore la route de l'Orignade, utilisée comme voie de contournement par les camions transitant entre la zone d'activité du même nom et la zone commerciale de la Touzellerie, à Saujon, sont les principales.
Dans la partie méridionale de la commune, la route des Brandes relie le hameau du même nom à la zone commerciale Royan 2 via le bois de Belmont. Enfin, à l'entrée sud du bourg, la RD 117e3 permet de rejoindre les hameaux du Grand et du Petit Toussaugé et de Musson, ainsi que la commune voisine de Semussac.

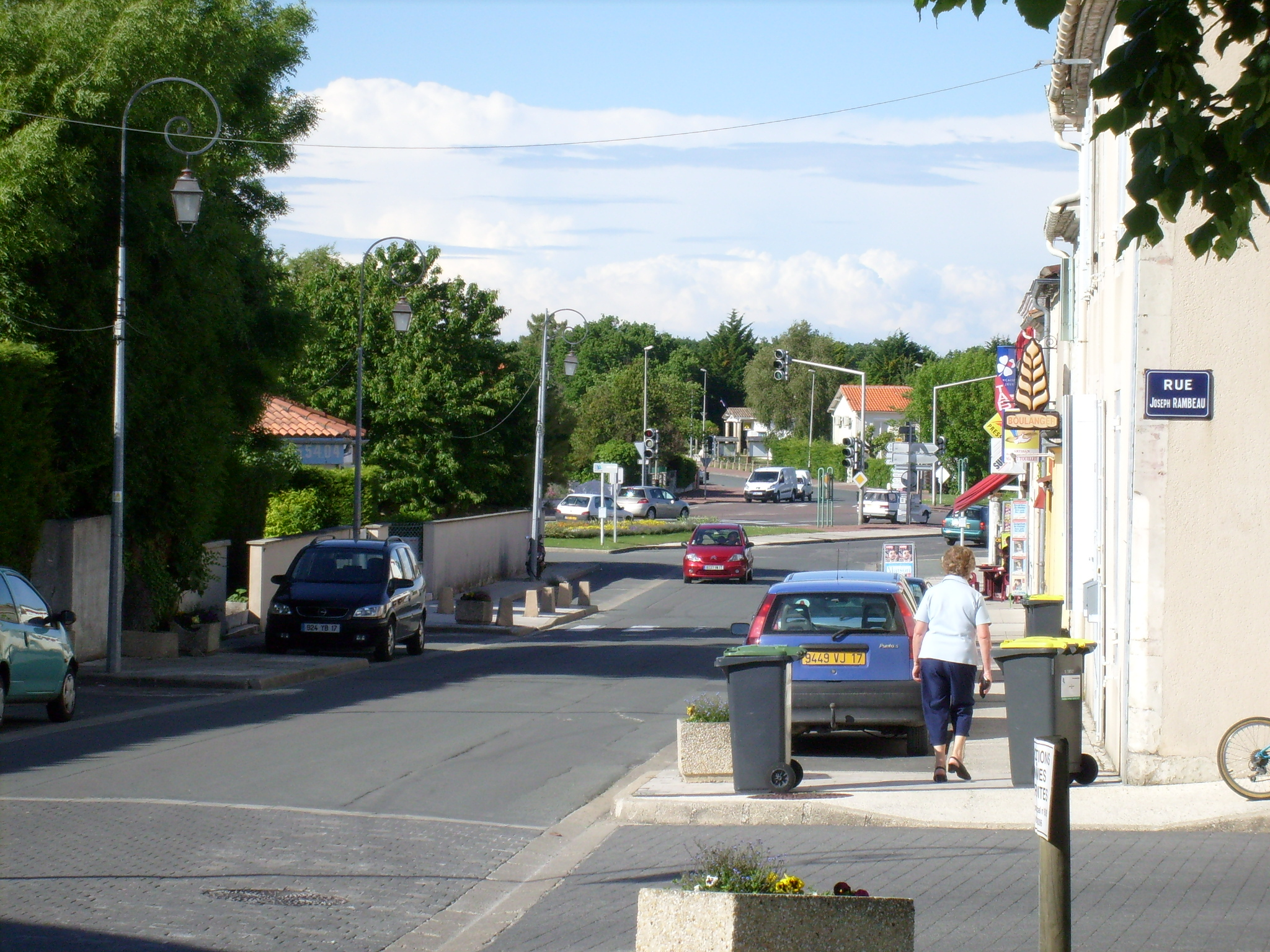
Le centre-ville de Médis, séparé du quartier de la Croix-Vieille par la RN 150.

Le schéma routier départemental (2010-2030) prévoit d'importantes modifications du réseau dans les années à venir. Ce projet prévoit de faire de Saujon une des « portes d'entrées » du Pays Royannais et un pôle majeur à partir duquel le trafic routier serait réparti vers les différentes communes de l'agglomération royannaise, afin d'éviter les fréquents engorgements aux entrées de Royan — en particulier pendant la saison touristique — et de faciliter l'accès aux communes périphériques. Anticipant sur une hausse de fréquentation de la région royannaise, sur le phénomène de périurbanisation qui conduit de nombreux actifs à s'installer en « grande banlieue » et donc sur un allongement des trajets domicile-travail, le projet s'inscrit dans une démarche visant à moderniser les infrastructures routières du département.
Le projet prévoit ainsi le prolongement de la 2 × 2 voies Saintes-Saujon vers Royan, évitant le centre-ville et venant se raccorder à la rocade de Royan. Ce nouvel axe serait traité en boulevard urbain ponctué de giratoires entre l'aérodrome et l'échangeur de Belmont, « améliorant esthétiquement l'entrée dans Royan ».
Ces idées, déjà exposées dans les années 1970, ont longtemps été repoussées à plus tard, en dépit de ralentissements récurrents, d'un trafic important (20 000 véhicules par jour en moyenne, avec cependant de grandes disparités entre les saisons) et du caractère accidentogène de cette route. Or, comme le révélait un article de Sud Ouest en 2011, « ce qui était vrai il y a plus de trente ans l'est encore. L'enclavement routier de la Côte de Beauté s'est même accentué, si on compare les conditions d'accès à Royan, par la route, aux autres liaisons interurbaines en Charente-Maritime. Le tableau présentant, dans le schéma routier départemental, la vitesse moyenne observée lors des déplacements entre les pôles urbains de Charente-Maritime voit rouge dès qu'il mentionne Royan, qu'on rejoint, presque de partout, à la vitesse d'une cagouille [escargot, en saintongeais] ».
Le retour sur le devant de la scène de ce projet de modernisation des infrastructures routières s'est cependant rapidement heurté à un collectif d'opposants, regroupés au sein d'une association baptisée « Terres de Saintonge ». Cette dernière, qui voit le jour à l'initiative de l'agricultrice Christine Bouquet, entend dénoncer ce qu'elle appelle « le saccage de la Saintonge » et des « faisceaux de routes inutiles et futiles en ce temps de crise ».

#### Voies aériennes
Le territoire communal abrite l'aérodrome de Royan-Médis, lequel n'accueille néanmoins aucun vol commercial. Les aéroports les plus proches sont ceux Rochefort-Saint-Agnant, situé à 29 kilomètres au nord de la commune, de La Rochelle-Île de Ré, à 69 kilomètres, et de Bordeaux-Mérignac, à 135 kilomètres.

#### Voies ferroviaires
Construite en 1875, la gare de Médis n'est aujourd'hui plus en activité. Les gares ferroviaires les plus proches sont celles de Saujon et de Royan.

#### Transports en commun

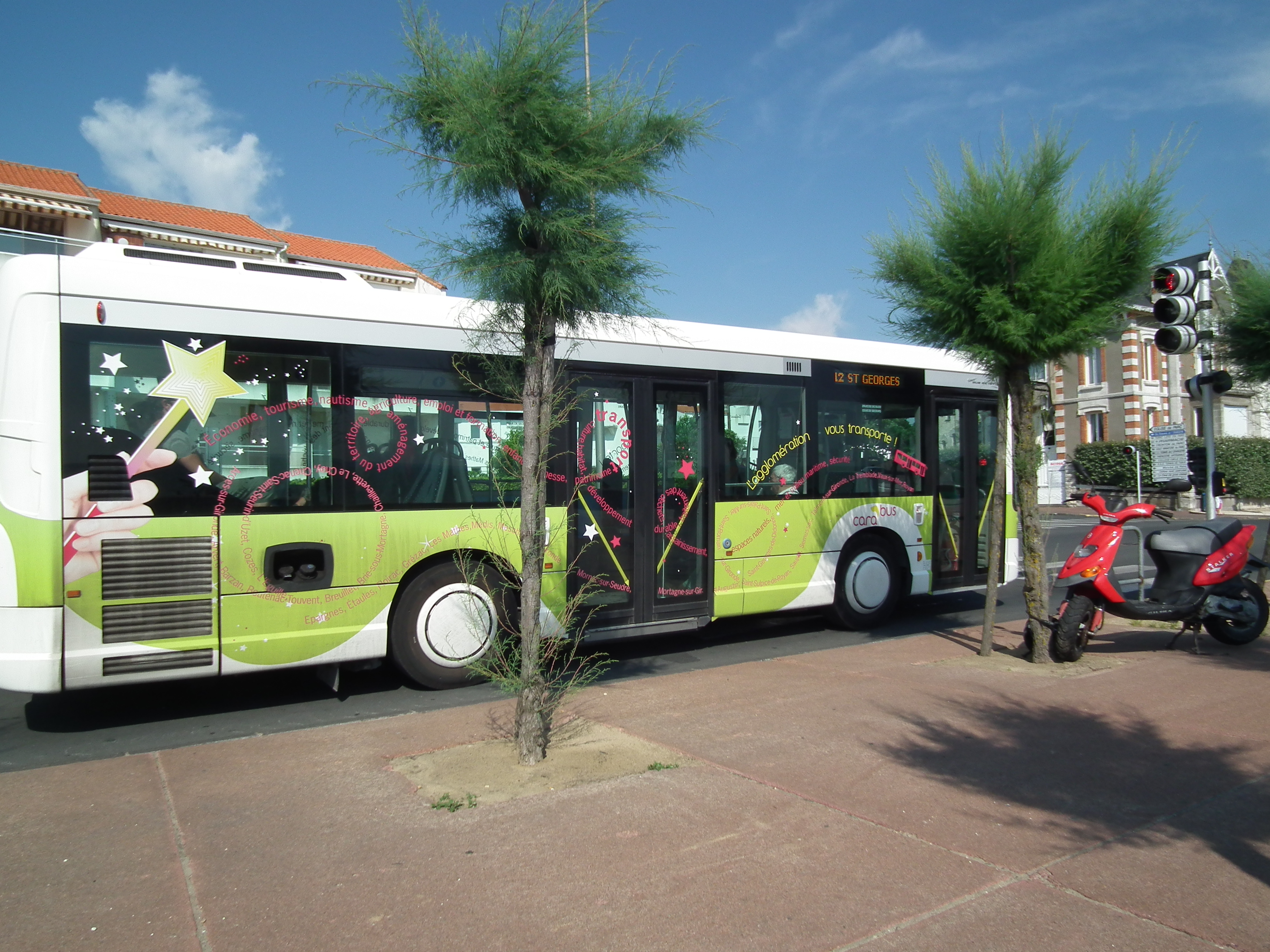
Bus du réseau Cara'Bus dans le quartier du Parc, à Royan.

La ville est desservie par le réseau de transports urbains Cara'Bus qui la relie aux autres communes de l'agglomération royannaise. Inauguré le 2 janvier 2006 sous le nom « Très Royannais », il était à l'origine composé de minibus de type hybride (électrique et diesel). Exploité depuis septembre 2008 par la société Veolia Transport, il est rebaptisé « Cara'Bus » depuis lors.
La modernisation du réseau de transports urbains de l'agglomération le 5 janvier 2009 a conduit à l'achat de navettes de type Heuliez GX 127 ainsi qu'à l'accroissement du nombre de lignes régulières, passant de trois à dix, auxquelles s'ajoutent trois lignes supplémentaires en période estivale
La ville voisine de Royan est reliée toute l'année à la plupart des petites, moyennes et grandes agglomérations du département par le réseau d'autocars départementaux « Les Mouettes », qui totalise 20 lignes régulières et 250 lignes secondaires.

### Communes limitrophes
La commune de Médis est bordée dans sa partie septentrionale par la commune de Saujon, chef-lieu du canton auquel elle appartient et pôle d'équilibre économique au sein de la communauté d'agglomération Royan Atlantique. Au nord-ouest, le territoire communal est limité par les marais de l'Aubat, lesquels s'étendent sur la commune de Saint-Sulpice-de-Royan.
Les parties occidentales et méridionales de la commune sont en grande partie limitrophes de la commune de Royan, dont elle est séparée par le marais de Pousseau au sud-ouest et par le bois de Belmont au sud. Au sud-est, le territoire communal est bordé par les communes de Saint-Georges-de-Didonne et de Semussac. Enfin, la commune du Chay borde le flanc oriental du territoire communal.

### Relief et géologie

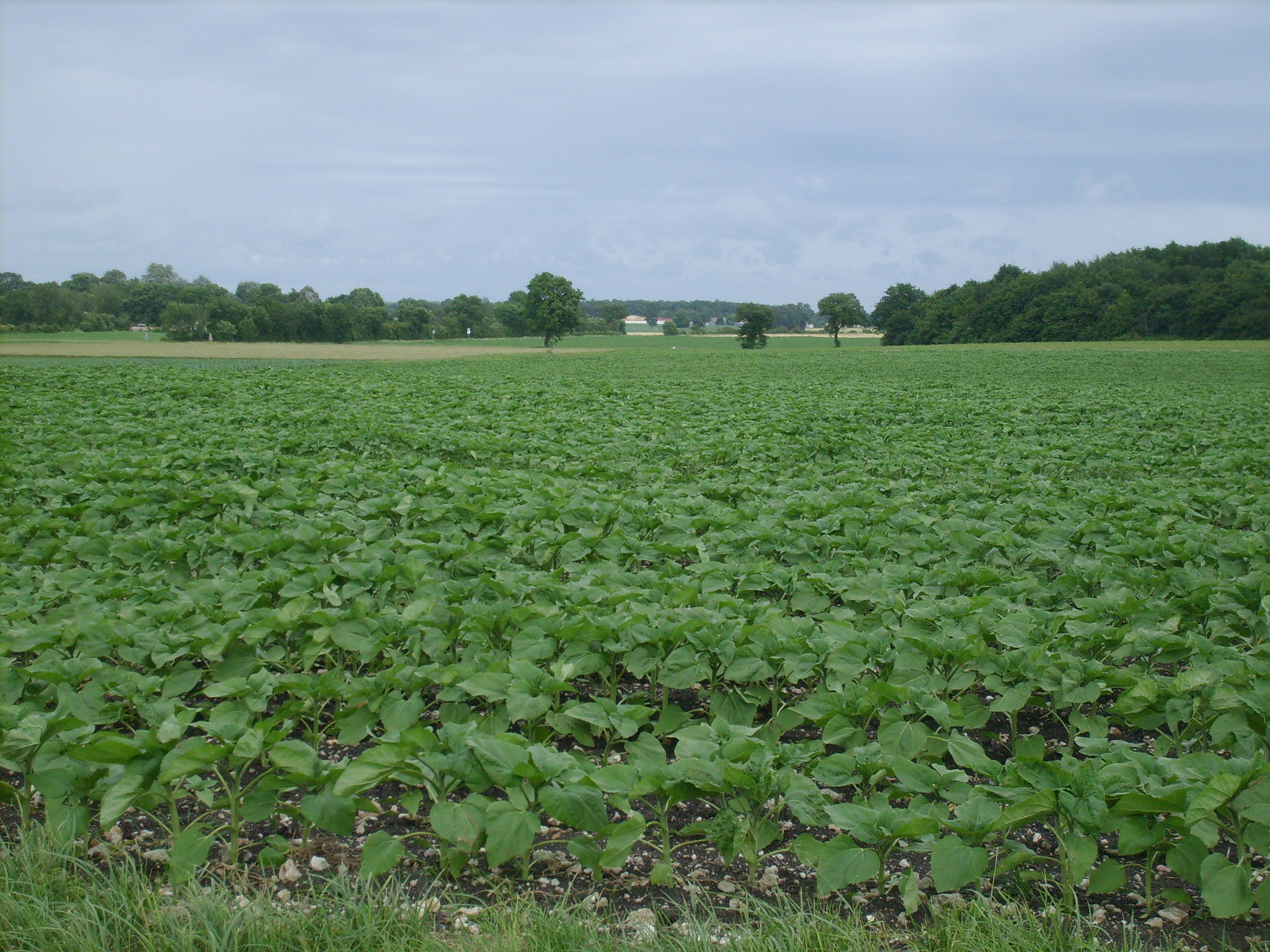
Les marais de l'Aubat.

La commune de Médis s'étend pour une large part sur un plateau calcaire d'une altitude moyenne de 21 mètres faisant partie géomorphologiquement de la presqu'île d'Arvert. Formé à la fin du Crétacé, durant la période géologique du Campanien moyen (environ 75 millions d'années), il laisse apparaître des affleurements marqués par une alternance de couches de calcaire blanc et de calcaire tendre non lité. Au sud du plateau, la colline de Belmont est constituée d'affleurements plus récents, correspondant à la période du Campanien supérieur (environ 70 millions d'années).
Dans la partie septentrionale de la commune, le plateau s'affaisse doucement pour laisser la place à une plaine humide orientée nord-ouest/sud-est, laquelle se prolonge au nord-est par les marais de l'Aubat, tributaires de la Seudre. Les affleurements que l'on peut y observer correspondent à l'étage stratigraphique du Campanien inférieur (environ 80 millions d'années).
D'un point de vue sismologique, un risque léger concerne la commune qui est située à une vingtaine de kilomètres de la faille d'Oléron. Le 7 septembre 1972 le séisme d'Oléron, d'une magnitude de 5,7 sur l'échelle de Richter, a produit quelques dégâts dans la région et a pu être ressenti jusqu'en région parisienne. Le dernier séisme ressenti en date, toujours sur cette faille, d'une magnitude de 4,7, a eu lieu le 18 avril 2005.

### Hydrographie
Deux ruisseaux traversent le territoire communal, lequel est partagé entre les bassins versants de la Seudre (64 %) et de la Gironde (36 %). Le plus important est le ruisseau du Berthus (également orthographié Bertu), orienté nord-ouest/sud-est, qui forme la limite entre les communes de Médis et de Saujon. Prenant sa source dans la commune voisine du Chay, ce petit cours d'eau long de 5,84 kilomètres est tributaire de la Seudre. La partie septentrionale de la commune abrite également la source du ruisseau du Riveau de Mornac, également tributaire de la Seudre.
Le Riveau de Boube prend sa source dans la partie sud-est de la commune. Long de 5,03 kilomètres au total, il traverse les marais de Belmont et de Margite avant de se jeter dans l'estuaire de la Gironde à Royan.
Au total, la commune totalise près de six kilomètres de cours d'eau et 5 % de zones humides (marais de l'Aubat, de Pousseau, de Belmont et de Margite).
La gestion et l'aménagement des ressources hydrauliques sont confiées à l'agence Adour-Garonne, un établissement public de l'état. La distribution de l'eau potable est confiée au syndicat intercommunal des eaux de Médis-Semussac.

### Environnement
La commune de Médis est constituée à 84 % de territoires agricoles, affectés essentiellement à la céréaliculture (maïs, blé), à la culture de plantes oléagineuses (tournesol) et de manière plus confidentielle, à la viticulture (production de vin de pays charentais). 10 % du territoire communal est couvert de forêts et de milieux semi-naturels, les 7 % restants étant constitués de territoires artificialisés.
Une petite partie de la commune (1 %) est classée en zone naturelle d'intérêt écologique, faunistique et floristique (ZNIEFF) de type 2. À ce titre, elle est protégée par la directive habitats dans le cadre du réseau de protection des espaces naturels de grande valeur patrimoniale Natura 2000.

### Climat
Le climat dont bénéficie la Charente-Maritime est un climat océanique tempéré de type aquitain, marqué par un ensoleillement moyen assez important : avec 2 250 heures par an, il est comparable à celui que connaît une partie de la côte méditerranéenne. La pluviosité y est modérée, les précipitations ne dépassant pas 1 200 mm par an. Les températures, quant à elles, varient en moyenne de +5 °C en hiver à +20 °C en été.
Les îles et l'ensemble du littoral de la Charente-Maritime se caractérisent par un climat particulièrement doux en hiver, et rafraîchissant l'été, grâce aux influences océaniques perpétuellement en mouvement (brise marine). Ces conditions climatiques favorables, toujours soumises aux influences de l'océan Atlantique, ont favorisé un véritable microclimat de type sub-aquitain et l'existence d'une végétation déjà méridionale. Ainsi la flore se caractérise-t-elle par la présence étonnante de lauriers-roses, eucalyptus, agaves, et même les mimosas se mettent à fleurir dès le mois de janvier. Aux essences déjà méridionales du chêne vert (ou yeuse) et du cyste, s'ajoutent une forte présence de palmiers, figuiers, orangers et même oliviers. Il existe toutefois un contraste entre le littoral, assez sec et ensoleillé et l'intérieur des terres, davantage pluvieux. La pluviométrie passe ainsi de 750 mm sur le littoral à 950 mm en Haute-Saintonge.
Les relevés de la station météorologique de La Rochelle entre 1946 et 2000 permettent de déterminer quelques dates majeures au point de vue climatique en Charente-Maritime : ainsi, au cours de ce laps de temps, la température la plus froide est relevée le 15 février 1956 : −13,6 °C.
Un pic de température (dépassé seulement au cours de la canicule de 2003) est atteint le 8 juillet 1982 avec près de 39 °C à l'ombre.
Si 1953 est considérée comme l'année la plus sèche, 2000 est au contraire la plus pluvieuse.
La Charente-Maritime est le département français qui a été le plus durement touché par la tempête Martin du 27 décembre 1999. Les records nationaux de vents enregistrés ont été atteints avec 198 km/h sur l'île d'Oléron et 194 km/h à Royan, à cinq kilomètres de la commune. Plusieurs bâtiments, parmi lesquels l'église ou le château de la Rigaudière, ont été sévèrement endommagés par les violentes rafales de vent. Les bois environnants et de nombreuses infrastructures communales (routes ou réseau électrique en particulier) ont également subi de lourds dégâts.
Un an après le passage de la tempête Klaus (janvier 2009), la commune est sévèrement touchée par la tempête Xynthia (février 2010). Des rafales de vent atteignant les 137 km/h balaient la région royannaise. Seuls quelques dégâts matériels sont à déplorer.

#### Données générales à La Rochelle
| Mois                              | jan. | fév. | mars | avril | mai  | juin | jui. | août | sep. | oct. | nov. | déc. | année |
| --------------------------------- | ---- | ---- | ---- | ----- | ---- | ---- | ---- | ---- | ---- | ---- | ---- | ---- | ----- |
| Température minimale moyenne (°C) | 3,4  | 2,8  | 5,4  | 7,4   | 10,7 | 13,7 | 15,8 | 15,7 | 13,7 | 10,5 | 6,3  | 3,9  | 9,2   |
| Température moyenne (°C)          | 5,9  | 6,9  | 8,7  | 11,1  | 14,3 | 17,5 | 19,8 | 19,6 | 17,8 | 14,2 | 9,4  | 6,6  | 12,7  |
| Température maximale moyenne (°C) | 8,5  | 9,9  | 12,1 | 14,7  | 17,9 | 21,3 | 23,8 | 23,5 | 21,8 | 18   | 12,6 | 9,2  | 16,1  |
| Ensoleillement (h)                | 84   | 111  | 174  | 212   | 239  | 272  | 305  | 277  | 218  | 167  | 107  | 85   | 2 250 |
| Précipitations (mm)               | 82,5 | 66,1 | 57   | 52,7  | 61,1 | 42,9 | 35,1 | 46,4 | 56,5 | 81,6 | 91,8 | 81,8 | 755,3 |

| Ville             | Ensoleillement · (h/an) | Pluie · (mm/an) | Neige · (j/an) | Orage · (j/an) | Brouillard · (j/an) |
| ----------------- | ----------------------- | --------------- | -------------- | -------------- | ------------------- |
| Médiane nationale | 1 852                   | 835             | 16             | 25             | 50                  |
| Médis             | 2 250                   | 755             | 4              | 13             | 26                  |
| Paris             | 1 717                   | 634             | 13             | 20             | 26                  |
| Nice              | 2 760                   | 791             | 1              | 28             | 2                   |
| Strasbourg        | 1 747                   | 636             | 26             | 28             | 69                  |
| Brest             | 1 555                   | 1 230           | 6              | 12             | 78                  |
| Bordeaux          | 2 070                   | 987             | 3              | 32             | 78                  |

## Urbanisme

### Typologie
Au 1er janvier 2024, Médis est catégorisée bourg rural, selon la nouvelle grille communale de densité à 7 niveaux définie par l'Insee en 2022.
Elle appartient à l'unité urbaine de Médis, une unité urbaine monocommunale constituant une ville isolée,. Par ailleurs la commune fait partie de l'aire d'attraction de Royan, dont elle est une commune de la couronne,. Cette aire, qui regroupe 26 communes, est catégorisée dans les aires de 50 000 à moins de 200 000 habitants,.

### Occupation des sols
L'occupation des sols de la commune, telle qu'elle ressort de la base de données européenne d’occupation biophysique des sols Corine Land Cover (CLC), est marquée par l'importance des territoires agricoles (81,1 % en 2018), en diminution par rapport à 1990 (83,9 %). La répartition détaillée en 2018 est la suivante :
terres arables (63,6 %), zones agricoles hétérogènes (14 %), forêts (9,3 %), zones urbanisées (6,2 %), prairies (3,4 %), zones industrielles ou commerciales et réseaux de communication (3,3 %). L'évolution de l’occupation des sols de la commune et de ses infrastructures peut être observée sur les différentes représentations cartographiques du territoire : la carte de Cassini (XVIIIe siècle), la carte d'état-major (1820-1866) et les cartes ou photos aériennes de l'IGN pour la période actuelle (1950 à aujourd'hui).

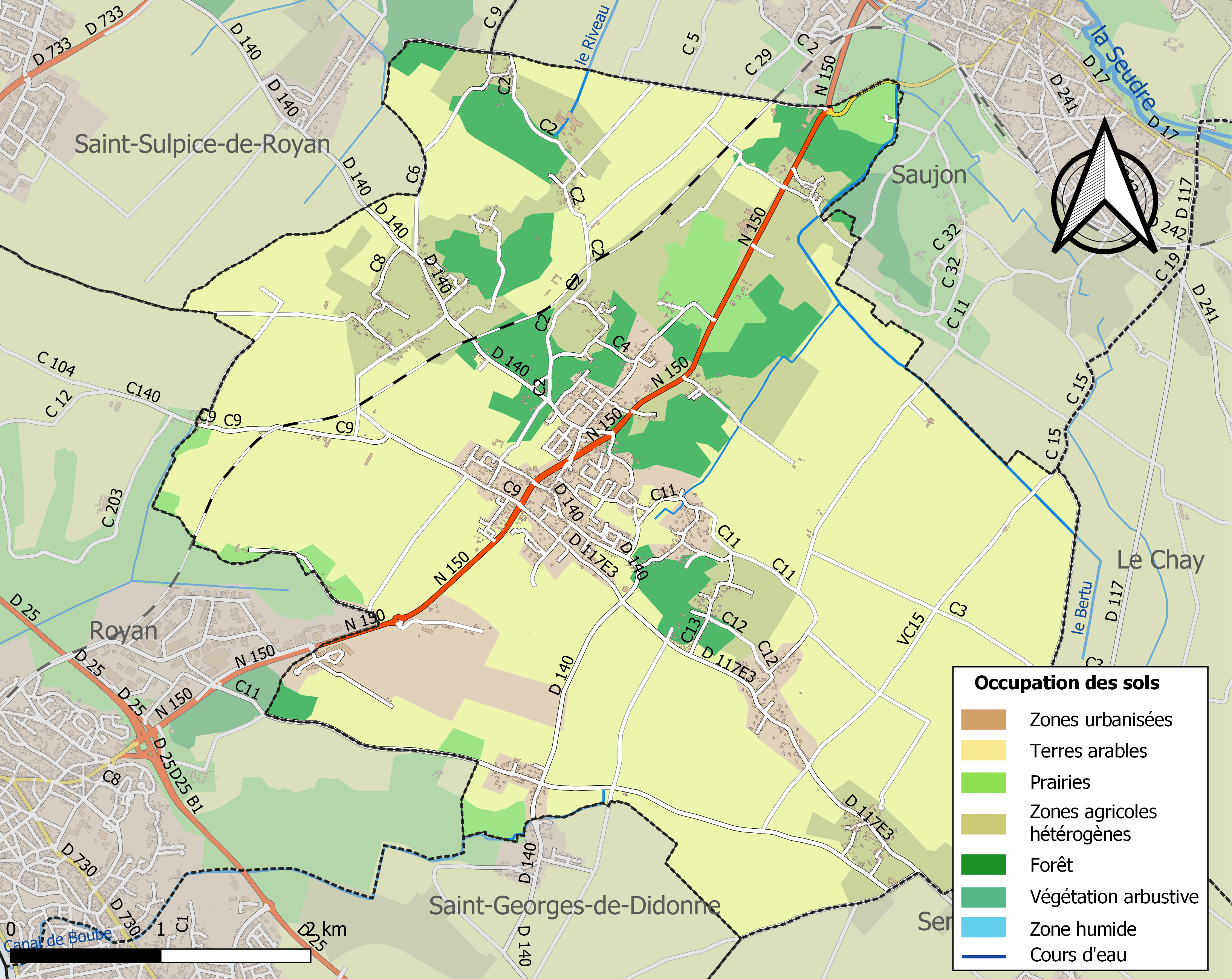
Carte des infrastructures et de l'occupation des sols de la commune en 2018 (CLC).

### Lieux-dits et hameaux

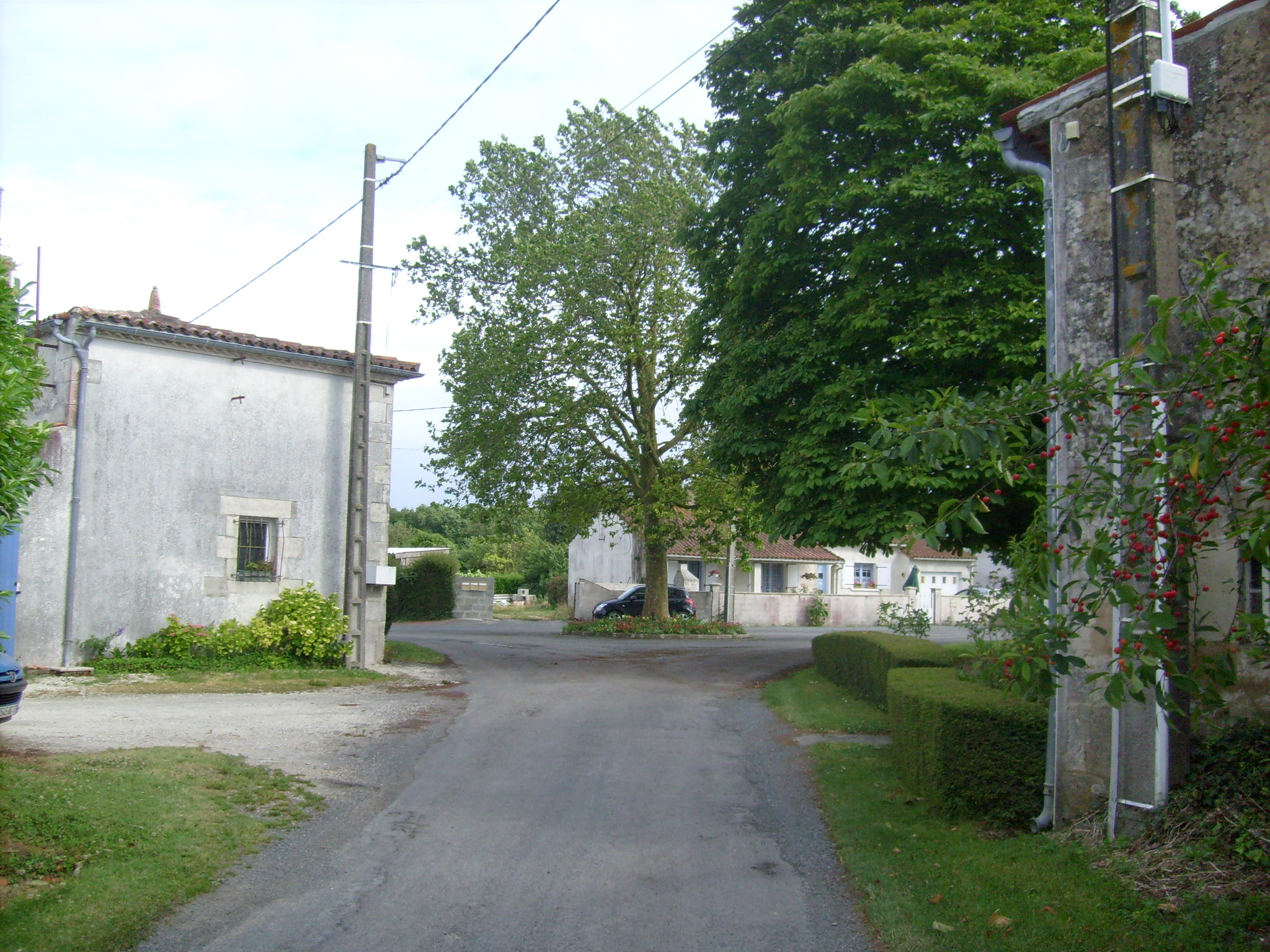
Le hameau de Brie.

Le territoire communal est marqué par la présence de plusieurs dizaines de hameaux et lieux-dits. Parmi les plus importants, notons ainsi les hameaux de Brie et des Bonshommes, dans la partie la plus septentrionale de la commune. Ces deux anciens villages d'agriculteurs ont connu une occupation humaine précoce, ainsi qu'en témoigne notamment la découverte d'un sarcophage datant du IVe siècle découvert en l'an 2000. Quant au hameau de Brie, il ne conserve aucun vestige de son ancienne église, détruite au XVe siècle par les troupes anglaises lors de la bataille de Mazuraille.
En contrebas du hameau des Bonshommes se dessine la silhouette du château de La Rigaudière, une demeure noble datant du XVIIIe siècle. Celui-ci est attenant aux hameaux du Clousit et de Chez Terrasse. On peut y remarquer plusieurs maisons traditionnelles saintongeaises, dont certaines semblent remonter au XVIIe siècle ou XVIIIe siècle. Non loin de là, l'ancien hameau de La Motte est aujourd'hui un quartier du village à part entière, depuis la création de lotissements vers le début des années 2000. On peut toujours voir en bordure de la « rue de la Motte » un calvaire datant de 1573 surnommé « La croix-vieille ».
Au nord de la commune se trouvent par ailleurs les hameaux du Pouyaud, Chez-Dias et Tournepiche. Habités en majorité par des protestants jusqu'au début du XXe siècle, on peut encore y voir un cimetière privé datant de la fin du XIXe siècle et du début du XXe siècle à l'entrée du hameau du Pouyaud. C'est également dans ce hameau que fut édifié le premier temple établi dans la commune, à la fin du XVIIIe siècle, et dont il ne reste aucun vestige.
En contrebas du Pouyaud se trouve le hameau du Pousseau, lequel est situé au cœur de marais portant son nom. Enfin, au sud-est de la commune, confinant avec le village voisin du  Chay, se trouvent les lieux-dits du Maine des Sables, du grand et du petit Toussaugé et de Musson.

### Risques majeurs
Le territoire de la commune de Médis est vulnérable à différents aléas naturels : météorologiques (tempête, orage, neige, grand froid, canicule ou sécheresse), inondations, mouvements de terrains et séisme (sismicité faible). Il est également exposé à un risque technologique,  le transport de matières dangereuses. Un site publié par le BRGM permet d'évaluer simplement et rapidement les risques d'un bien localisé soit par son adresse soit par le numéro de sa parcelle.

#### Risques naturels
Certaines parties du territoire communal sont susceptibles d’être affectées par le risque d’inondation par débordement de cours d'eau. La commune a été reconnue en état de catastrophe naturelle au titre des dommages causés par les inondations et coulées de boue survenues en 1982, 1993, 1999 et 2010,.

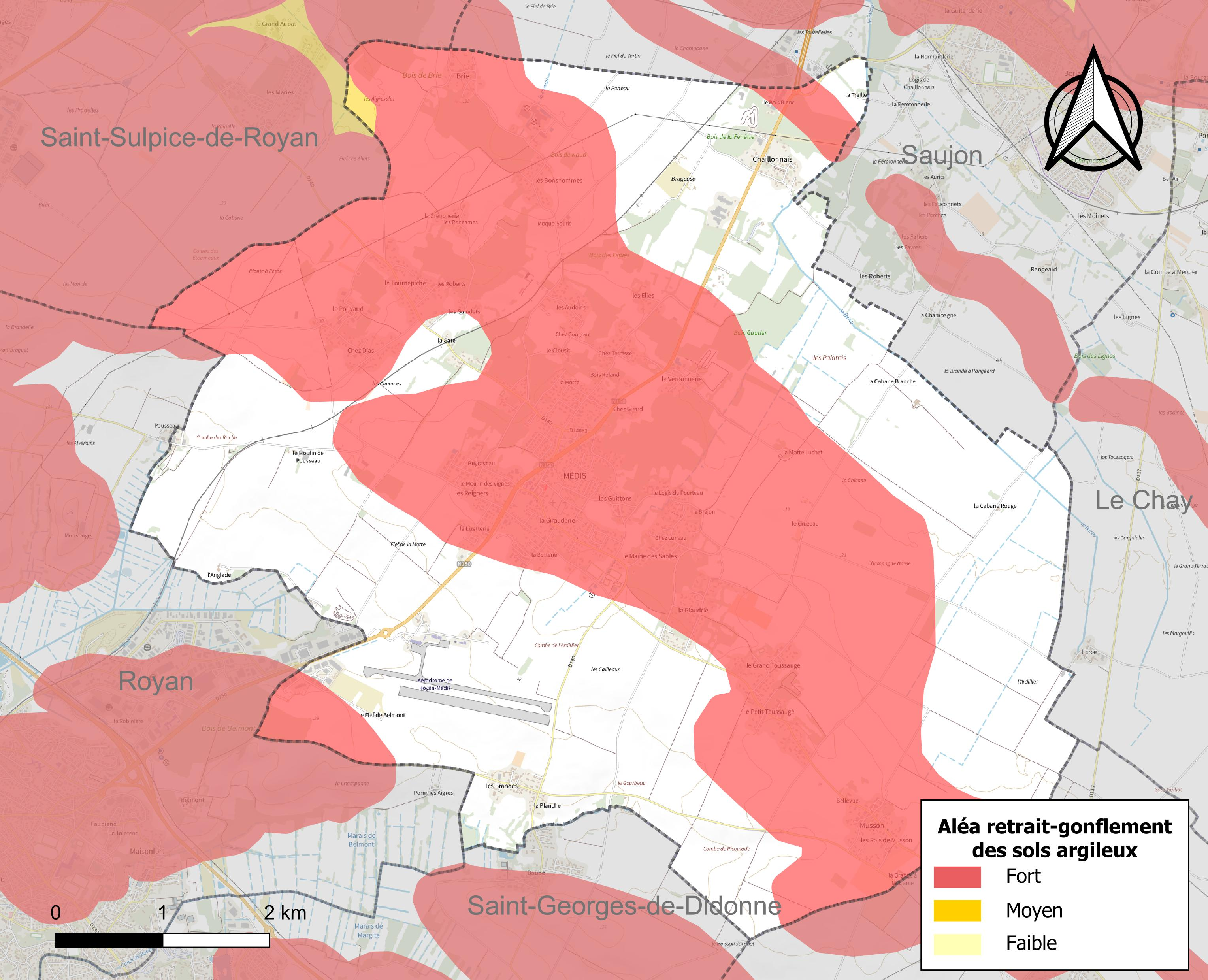
Carte des zones d'aléa retrait-gonflement des sols argileux de Médis.

Les mouvements de terrains susceptibles de se produire sur la commune sont des tassements différentiels.
Le retrait-gonflement des sols argileux est susceptible d'engendrer des dommages importants aux bâtiments en cas d’alternance de périodes de sécheresse et de pluie. 53 % de la superficie communale est en aléa moyen ou fort (54,2 % au niveau départemental et 48,5 % au niveau national). Sur les 1 525 bâtiments dénombrés sur la commune en 2019, 1 376 sont en aléa moyen ou fort, soit 90 %, à comparer aux 57 % au niveau départemental et 54 % au niveau national. Une cartographie de l'exposition du territoire national au retrait gonflement des sols argileux est disponible sur le site du BRGM,.
Par ailleurs, afin de mieux appréhender le risque d’affaissement de terrain, l'inventaire national des cavités souterraines permet de localiser celles situées sur la commune.
Concernant les mouvements de terrains, la commune a été reconnue en état de catastrophe naturelle au titre des dommages causés par la sécheresse en 1989, 1991, 1993, 1996, 2002, 2003, 2005, 2009, 2011, 2017 et 2018 et par des mouvements de terrain en 1999.

#### Risques technologiques
Le risque de transport de matières dangereuses sur la commune est lié à sa traversée par une ou des infrastructures routières ou ferroviaires importantes ou la présence d'une canalisation de transport d'hydrocarbures. Un accident se produisant sur de telles infrastructures est susceptible d’avoir des effets graves sur les biens, les personnes ou l'environnement, selon la nature du matériau transporté. Des dispositions d’urbanisme peuvent être préconisées en conséquence.

## Toponymie
L'origine du nom de la commune est incertaine et pourrait provenir du celte Med (fertile, abondant), du latin Meta (borne) ou Medius Media, indiquant que le village était situé au carrefour de deux voies romaines.

### Héraldique
| Blason de Médis | Blason  | D'argent au lion de gueules. Devise / CriDe Médis point ne médit. |
| Blason de Médis | Détails | adoptée par le Conseil municipal le 9 mai 1990.                   |

## Histoire

### Les origines
Des traces de fossés et de cercles funéraires d'origine celtique témoignent d'une occupation précoce du territoire. Les prospections aériennes de Jacques Dassié ont ainsi permis la découverte de plusieurs sites datant de la période de La Tène, le principal étant celui de la « combe de Picoulade », lequel a révélé lors de fouilles ultérieures des restes de céramiques et des substructions apparentés à des fonds de cabanes.
Des vestiges datant de la période gallo-romaine ont été relevés en plusieurs points de la commune, en particulier à proximité des lieux-dits Puyravaud ou du Puits-Perdu (fragments de tuiles). À proximité du hameau de Grattechat, au lieu-dit du Bois des Aines, les vestiges d'une villa gallo-romaine ont été identifiés. Parmi les éléments mis au jour, des fragments de mosaïque et de marbre, des restes de céramiques mais surtout une bague en bronze à l'effigie de Jupiter-Ammon-Sérapis découverte en 1950 laissent imaginer une demeure d'une certaine importance.

### Premières mentions de Médis

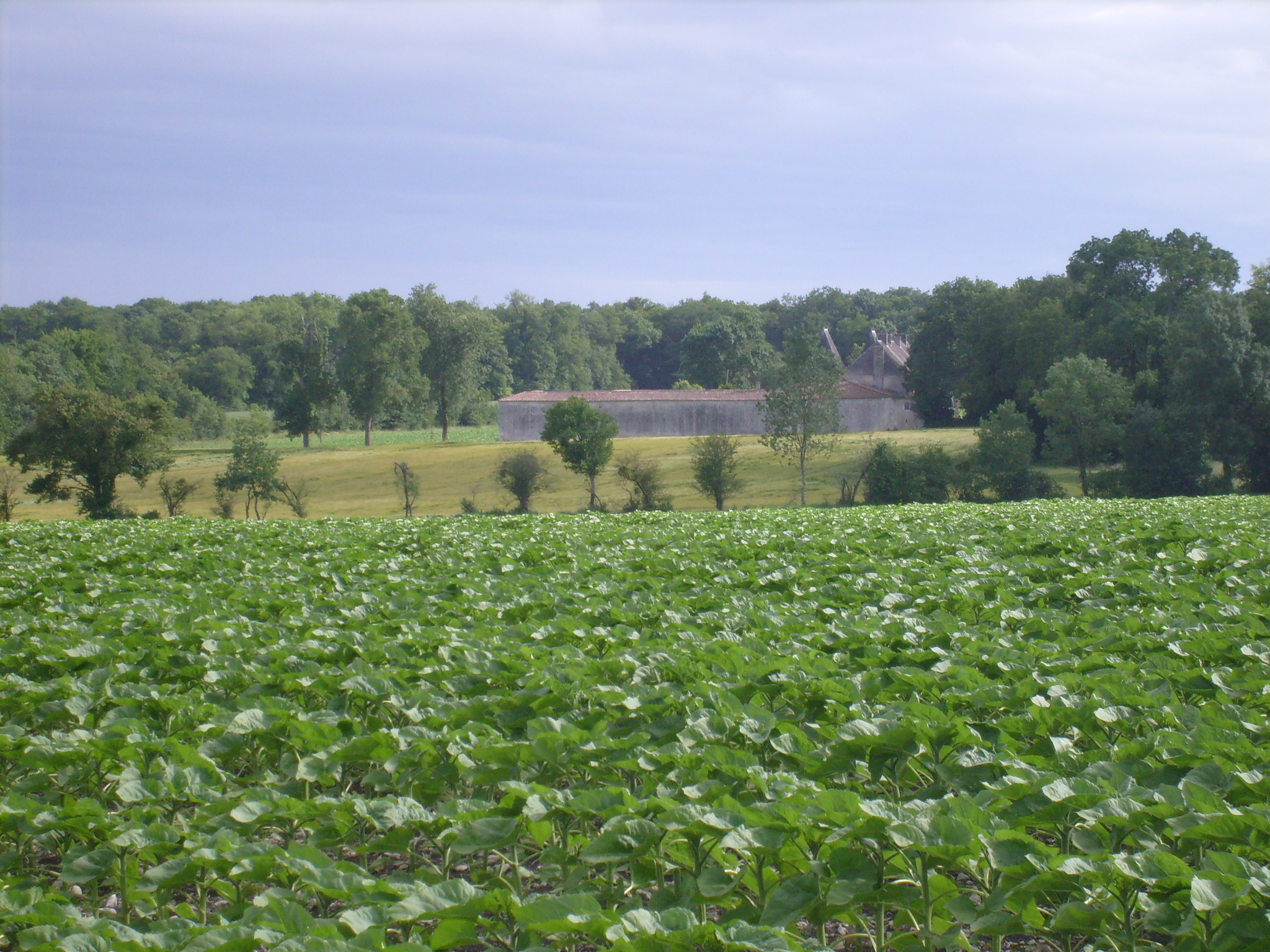
Le château de la Rigaudière vu depuis les hauteurs du hameau des Bonshommes.

L'histoire de la commune demeure relativement obscure jusqu'à l'époque médiévale. En 1084, une charte mentionne pour la première fois le nom de Médis. Quelques années plus tard, en 1098, l'église paroissiale devient également priorale sous le nom de « Saint-Pierre-ès-Liens », ainsi que l'indique le cartulaire de l'abbaye de Vaux. La construction d'un nouveau sanctuaire intervient dès 1103, date gravée sur la partie supérieure de la façade. Dans le même temps, des arpents de terre sont concédés à des colons chargés de mettre en valeur les champs qui leur sont octroyées : cette pratique est à l'origine du nom des hameaux débutant par « Maine ». Cette dénomination tirée du latin Mansus désignait alors une unité d'exploitation comprenant tout autant les terres que les bâtiments qui s'y trouvaient.
Au début du XIIe siècle, Gifard Ier de Didonne, seigneur de Médis, entame la construction d'un château-fort aujourd'hui disparu. Seul témoigne de cette ancienne forteresse de la « Mothe-Medy » le nom de la « rue de la motte », au nord-est du centre-bourg.
L'histoire des deux paroisses qui forment alors la seigneurie de Médis se confond avec celle du reste de la région. En 1242, des hommes de Médis se portent volontaires pour combattre aux côtés du duc d'Aquitaine Henri III, fraîchement débarqué à Royan le 20 mai afin de défendre son allié - et beau-père - le comte Hugues de Lusignan, menacé par les armées du roi de France Louis IX. Cette expédition se solde par la défaite des armées anglo-aquitaines lors des batailles de Taillebourg et de Saintes quelques semaines plus tard.
Les querelles récurrentes entre les Anglo-Aquitains et les Français gagnent en intensité pour culminer au XVe siècle. Lors de la bataille de Mazuraille, les troupes anglaises d'Autington détruisent l'église Saint-Sorlin de Brie (1410). À l'issue de la guerre de Cent Ans, la Saintonge est exsangue, à l'image du reste du royaume. Pour répondre au déficit de population, les seigneurs locaux concèdent des terres à des baux avantageux aux colons souhaitant s'installer dans leurs châtellenies. La toponymie locale conserve la trace de cet usage, le nom de nombreux lieux-dits étant formés à partir de la préposition « Chez » et du nom du premier propriétaire du lieu : Chez-Dias, Chez-Terrasse constituent deux exemples notables.
Une importante révolte contre la gabelle, dite jacquerie des Pitauds, est violemment réprimée en 1548 par le connétable Anne de Montmorency. En guise de représailles, la population se voit contrainte de livrer les quatre cloches de l'église au château de Royan afin qu’elles y soient détruites.

### La Réforme
La Réforme s'implante progressivement au XVIe siècle et la commune est fortement marquée par les guerres de Religion. La cure et l'église sont victimes de déprédations à deux reprises : une première fois durant l'été 1565, puis de nouveau en 1611. De fait, la communauté protestante ne tarde pas à devenir majoritaire, mais doit se réfugier dans la clandestinité après la révocation de l'édit de Nantes par le roi Louis XIV en 1685. Ainsi débute la période dite de « l'église du désert » durant laquelle le culte protestant, officiellement « Religion prétendue réformée » est interdit. Les persécutions et les dragonnades poussent nombre de religionnaires à fuir leur patrie. Parmi les protestants médisais qui choisissent d'émigrer en Amérique du Nord se trouvent ainsi plusieurs pères-fondateurs de la ville de Nouvelle-Rochelle, près de New York, ainsi qu'un ancêtre du président Theodore Roosevelt, Isaac Quentin.
En 1755, sous l'impulsion du « pasteur du désert » Louis Gibert, une première maison d'oraison est édifiée au cœur du hameau du Pouyaud. Elle sera remplacée près d'un siècle plus tard par un édifice moderne construit au centre du bourg : le temple protestant de Médis.

### Création de la commune
Le 8 mars 1789, les 870 habitants de la paroisse de Médis élisent leurs députés. Lorsque la paroisse de Médis devient officiellement une commune du département nouvellement créé de la Charente-Inférieure, le protestant Henri Daulnis en devient le premier maire, avant d'être remplacé à ce poste quelques semaines plus tard par Jean Dupin.
Sous le Second Empire, une relative période de prospérité voit la modernisation de certaines infrastructures communales. Un nouveau temple est inauguré, de même qu'une gare, aujourd'hui désaffectée. La reconstruction de l'église dépassant de loin les possibilités budgétaires, une subvention du ministère des cultes s'avère nécessaire à l'achèvement des travaux.
La crise du phylloxéra entraîne une grave crise économique et la destruction totale du vignoble communal (1874-1875). Au début du XXe siècle, la commune est dotée d'une petite agence postale (1920) transformée en un véritable bureau de poste cinq ans plus tard.

### De la Seconde Guerre mondiale à nos jours

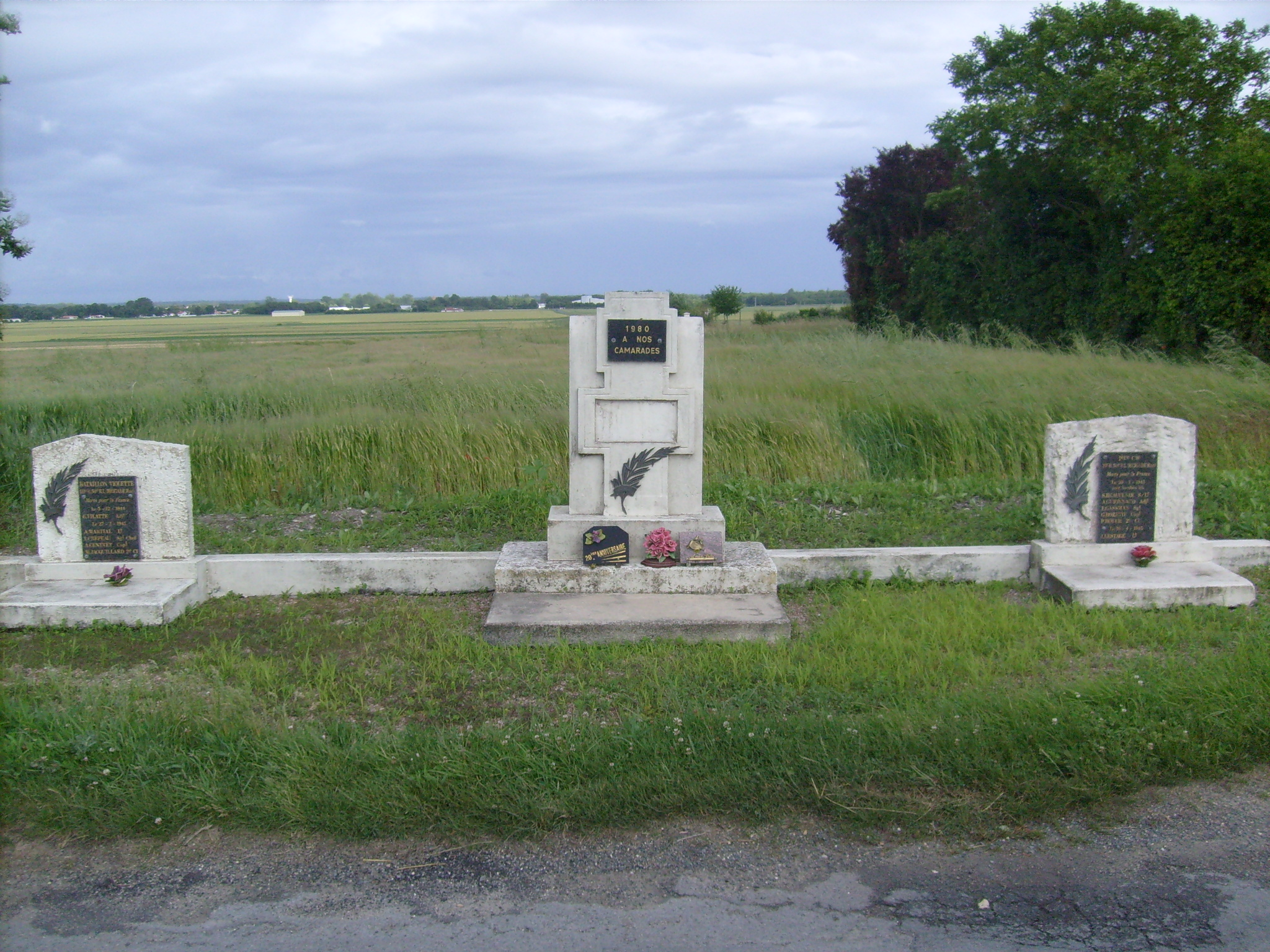
Stèle en hommage aux combattants du bataillon Violette au hameau de Brie (détruite en 2009).

Anticipant de quelques heures l'appel du général de Gaulle, cinq officiers de l'école de pilotage de Melun repliés à Médis s'envolent vers l'Angleterre le 17 juin 1940, afin de rejoindre les Forces françaises libres. Le dimanche 23 juin, les premières unités motorisées allemandes traversent brièvement la commune avant de prendre possession - entre autres points névralgiques du département - de la ville voisine de Royan. Un peu plus d'un mois plus tard, le 25 juillet 1940, les autorités occupantes se déploient dans la commune, réquisitionnant des maisons particulières afin d'y loger des troupes.
L'été 1944 voit la patiente reconquête des principales villes de Charente-Maritime, opérée grâce aux principaux groupes armés de la résistance dans la région : brigade RAC, bataillon Violette, groupe Francs-tireurs et partisans. Acculés, les Allemands fortifient en hâte deux « poches » de résistance autour de La Rochelle et de Royan. Médis devient une « zone tampon » entre la France libre et le réduit de Royan.
La commune de Médis a été pendant huit mois dans une situation militaire et postale exceptionnelle entre les lignes tenues par les Forces françaises de l'intérieur (FFI), dont les petits postes étaient à Saujon (à 4 km), et les lignes allemandes de défense de la citadelle de Royan situées aux bunker de Belmont. Médis se trouvait de fait dans un no man's land uniquement parcouru par des patrouilles FFI ou allemandes.
Dès les premiers jours de septembre, sur ordre de l'administration postale, la poste était évacuée sur Rioux (à 24 km).
M. Touseiller, délégué dans les fonctions de maire par le préfet de la Charente-Maritime, après avoir pris possession de la mairie le 17 septembre 1944 au nom du Comité central de la République et chassé la délégation spéciale installée par le régime de Vichy, fut obligé d'organiser un service postal pour les 43 habitants de la commune qui étaient restés sur son territoire.
Par l'intermédiaire des patrouilles françaises, contact fut pris avec le commandant des FFI stationné à Saujon et notamment avec le 2e bureau du colonel Adeline.
Il a été décidé qu'une boîte aux lettres clandestine serait établie dans les bois à l'abri des recherches de la Gestapo et des patrouilles allemandes.
En plus du courrier des administrés, cette boîte devait recevoir également les renseignement militaires intéressant le commandement. Il fut décidé que le courrier recevrait un timbre portant un tampon spécial et le cachet de la mairie.
Le 27 avril 1945 (à la libération de Royan), un procès-verbal a été dressé pour la destruction des tampons ayant servi à l'oblitération du courrier.
Le 14 avril 1945 marque le début de l'opération « Vénérable », visant à libérer la poche de Royan. Placé à la tête des forces françaises de l'ouest (FFO) par le gouvernement provisoire (GPRF), le général Edgard de Larminat ordonne une manœuvre visant à conquérir les avant-postes ennemis placés à Médis. Plusieurs actions simultanées sont mises en œuvre au petit matin : elles voient l'engagement des bataillons du 4e régiment de zouaves (4e RZ) et du 6e bataillon porté de tirailleurs nord-africains (6e BPTNA) dans une manœuvre de débordement par le nord et le sud, aidés par deux escadrons de Sherman M4 du 12e régiment de cuirassiers. Dans le même temps, le 50e régiment d'infanterie est chargé de conquérir le hameau de Brie. Les combats, initiés aux alentours de 6 heures 15 du matin par une préparation d’artillerie, s'achèvent par la libération du village à 9 heures 30, à l'exception du hameau de Brie, où des combats acharnés opposent les combattants du I/50e RI du commandant Plassart aux tireurs embusqués allemands. Les pertes subies par son unité contraignent le commandant Plassart à demander l'intervention urgente de blindés. Les shermans entrent en action vers 11 heures 30, permettant la libération du hameau vers 12 heures 30.
Le souvenir de ces combats est perpétué par plusieurs stèles élevées à Brie (en hommage aux combattants du 50e RI et du bataillon Violette) et au Pouyaud (en hommage aux combattants de la brigade RAC).
Tout en restant fortement marquée par ses traditions agricoles et viticoles, l'économie communale de l'après-guerre est marquée par la croissance des activités touristiques, en relation avec le développement des infrastructures touristiques et commerciales de la Côte de Beauté et plus largement, de la presqu'île d'Arvert.

## Politique et administration

### Administration municipale
De 1789 à 1799, en vertu de la loi du 14 décembre 1789, les agents municipaux (maires) sont élus au suffrage direct pour 2 ans et rééligibles, par les citoyens actifs de la commune âgés d'au moins 25 ans, contribuables payant une contribution au moins égale à 3 journées de travail dans la commune. Sont éligibles ceux qui paient un impôt équivalent au moins à dix journées de travail.

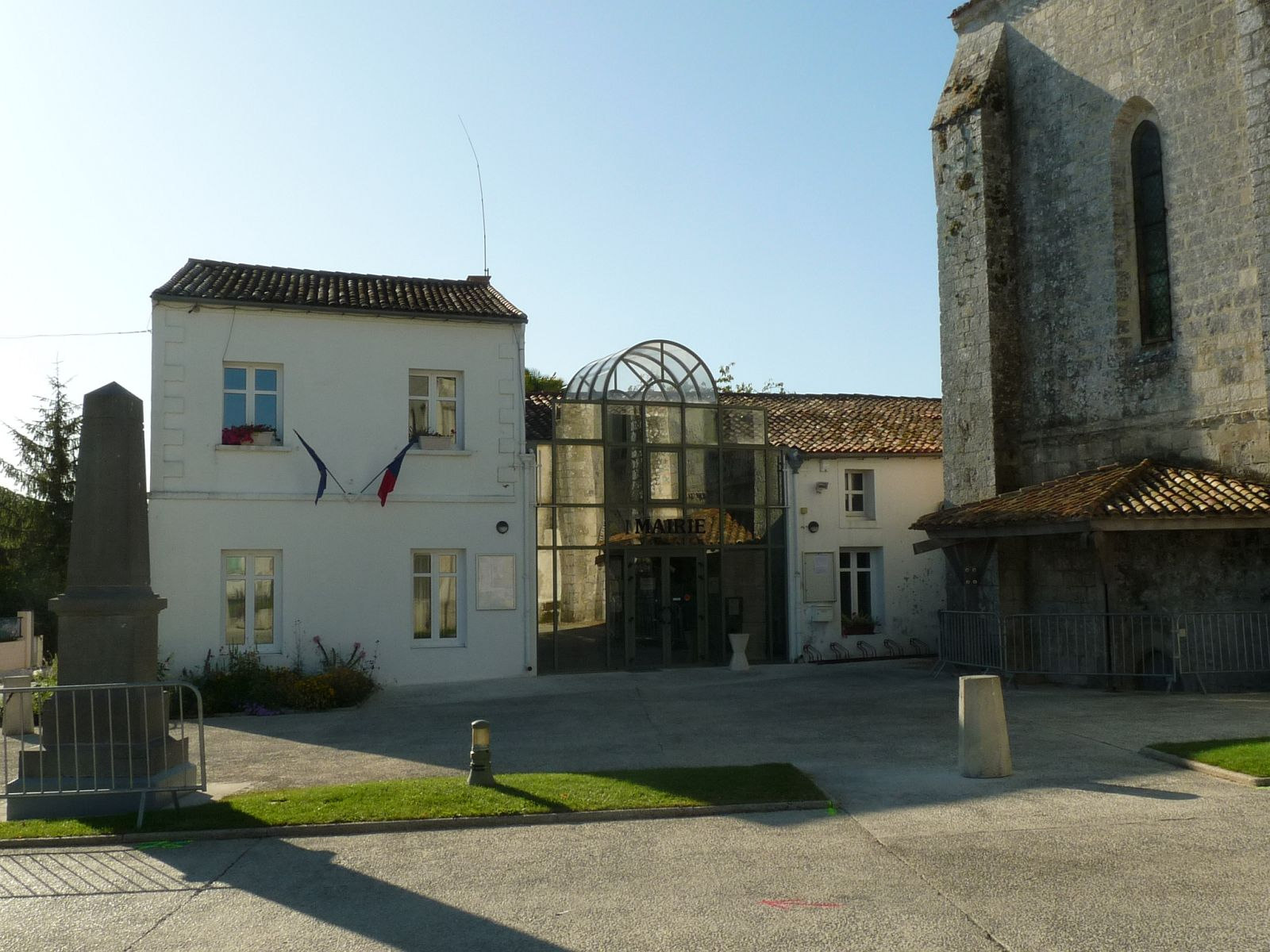
La mairie de Médis.

De 1799 à 1848, La constitution du 22 frimaire an VIII (13 décembre 1799) revient sur l’élection du maire, les maires sont nommés par le préfet pour les communes de moins de 5 000 habitants. La Restauration instaure la nomination des maires et des conseillers municipaux. Après les lois organiques 1831, les maires sont nommés (par le roi pour les communes de plus de 3 000 habitants, par le préfet pour les plus petites), mais les conseillers municipaux sont élus au suffrage censitaire pour six ans.
Du 3 juillet 1848 à 1851, les maires sont élus par le conseil municipal pour les communes de moins de 6 000 habitants.
De 1851 à 1871, les maires sont nommés par le préfet, pour les communes de moins de 3 000 habitants et pour 5 ans à partir de 1855. Après 1871, les maires sont de nouveau élus, sauf dans les chefs-lieux (de départements, d'arrondissements ou de cantons).
Ce n'est que le 28 mars 1882, qu'une loi sur l’organisation municipale (encore en vigueur) est votée, et qui régit le principe de l'élection du maire et des adjoints par le conseil municipal, quelle que soit l'importance de la commune (sauf pour Paris). La loi du 5 avril 1884 fixe le mandat à quatre ans, durée portée le 10 avril 1929 à six ans.
La commune ayant moins de 3 500 habitants l'élection des conseillers municipaux est au scrutin majoritaire plurinominal à deux tours, avec panachage :
- au premier tour, des candidats sont élus s'ils ont obtenu la majorité absolue et le vote d'au moins le quart des électeurs inscrits[50] ;
- au second tour, la majorité relative suffit. Les listes ne sont pas obligatoires. Les suffrages sont comptabilisés individuellement, et le panachage est autorisé.

De par sa taille, la commune dispose d'un conseil municipal de 23 membres (article L2121-2 du Code général des collectivités territoriales).

### Élections municipales de 2008
Les élections municipales de 2008 ont vu la réélection du maire sortant Jean-Pierre Roux, laquelle a cependant été contestée par Marie-Laure Guenantin, à la tête de la liste d'opposition « Médis autrement ». Le 29 mai 2008, le tribunal administratif de Poitiers annulait le scrutin, tandis que le maire sortant déposait un recours devant le conseil d'État. Le 13 mars 2009, le conseil d'État confirmait l'annulation du scrutin. Une délégation spéciale mise en place le 1er avril 2009 par Jacques Lauvergnat, sous-préfet de Saintes, a été temporairement responsable de l'administration de la commune jusqu'aux élections.
Les élections du 3 mai 2009 ont vu la victoire de la liste « Médis Autrement » conduite par Marie-Laure Guénantin. Tous les sièges du conseil municipal ayant été pourvus, il n'a pas été nécessaire d'organiser un second tour. Les membres du nouveau conseil sont tous issus de la liste « Médis autrement », aucun membre de la liste « Ensemble pour Médis », conduite par Jean-Pierre Roux n'ayant été élu,. Le premier tour de l'élection de 2009 a vu la victoire de la liste d'opposition « Médis autrement », laquelle a remporté la totalité des sièges au conseil municipal.

### Région
À la suite de la réforme administrative de 2014 ramenant le nombre de régions de France métropolitaine de 22 à 13, la commune appartient depuis le 1er janvier 2016 à la région Nouvelle-Aquitaine, dont la capitale est Bordeaux. De 1972 au 31 décembre 2015, elle a appartenu à la région Poitou-Charentes, dont le chef-lieu était Poitiers.

### Canton
Médis est l'une des treize communes appartenant au canton de Saujon. Ses 2 806 habitants en font la seconde commune du canton au regard de la population, derrière Saujon et devant Saint-Romain-de-Benet.
Le conseiller général du canton élu en 2004 et réélu en 2011 est le radical de gauche Pascal Ferchaud, également maire de la ville de Saujon.

### Intercommunalité
Médis appartient à la communauté d'agglomération Royan Atlantique, laquelle regroupe 33 communes de la région royannaise.

### Tendances politiques
L'examen des derniers scrutins organisés dans la commune laissent apparaître un électorat plutôt ancré à droite. De fait, lors de l'élection présidentielle de 2007, 58,09 % des électeurs ont apporté leurs suffrages au candidat de l'UMP Nicolas Sarkozy, un chiffre légèrement supérieur à la moyenne départementale (51,93 %) et nationale (53,06 %).
Cette tendance s'est confirmée lors des élections législatives qui ont suivi, lesquelles ont vu le renouvellement du mandat du député sortant Didier Quentin à la tête de la cinquième circonscription. Les électeurs médisais ont ainsi choisi de renouveler leur confiance au candidat de la majorité présidentielle, lui accordant un score légèrement plus élevé (54,96 %) que la moyenne de l'ensemble de la circonscription (53,51 %).
Les élections européennes de 2009 ont été caractérisées par une forte abstention (59,55 %), laquelle est cependant restée conforme à la moyenne observée dans le reste du département (58,29 %). Est arrivée en tête la liste de la majorité présidentielle (29,23 %), suivie de la liste Europe écologie (15,90 %), de la liste Union pour une autre Europe (15,51 %) et de la liste Changer l'Europe maintenant avec les socialistes (14,49 %).
Les dernières élections remportées par la gauche l'ont été lors du scrutin régional de 2004, au cours duquel c'est la candidate du PS Ségolène Royal qui avait remporté le plus de suffrages dans la commune (45,82 %), les électeurs médisais suivant en cela la tendance départementale et régionale portant la gauche à la tête de la région Poitou-Charentes.
Lors des élections municipales de 2008, c'est la liste « Ensemble pour Médis » conduite par le maire sortant Jean-Pierre Roux qui a remporté le plus de suffrages. Néanmoins, un recours mené par l'opposition municipale menée par Marie-Laure Guénantin a conduit à l'annulation du scrutin de 2008 par le conseil d'État, lequel a jugé fondées les accusations d'irrégularités. Le premier tour de l'élection de 2009 a vu la victoire de la liste d'opposition « Médis autrement », laquelle a remporté la totalité des sièges au conseil municipal.
Résultats du second tour des élections présidentielles de 2007 et de 2002 :
- 2007 : 58,09 % pour Nicolas Sarkozy (UMP), 41,91 % pour Ségolène Royal (PS). Participation : 89,87 %[64].
- 2002 : 82,97 % pour Jacques Chirac (RPR), 17,03 % pour Jean-Marie Le Pen (FN)[65].

Résultats des élections législatives de 2007 et 2002 :
- 2007 : 54,96 % pour Didier Quentin (UMP), 15,36 % pour Vincent Barraud (PRG). Participation : 60,78 %[66].
- 2002 : 62,55 % pour Didier Quentin (RPR), 37,45 % pour Régine Joly (PS). Participation : 59,08 %[67].

Résultats des élections européennes :
- en 2009 : 29,23 % pour la liste « Quand l'Europe veut, l'Europe peut » (UMP), 15,90 % pour la liste « Europe Écologie », 15,51 % pour la liste « Union pour une autre Europe », 14,49 % pour la liste « Changer l'Europe maintenant avec les socialistes ». Participation : 40,45 %[68].

Résultats des élections régionales :
- en 2004 : 45,82 % pour Ségolène Royal (PS), 40,93 % pour Élizabeth Morin (UMP). Participation : 72,09 %[69].

## Démographie
Médis est une commune périurbaine monopolarisée intégrée à l'aire urbaine et à l'espace urbain de Royan, lesquels sont constitués de onze communes situées dans la zone d'influence forte de cette ville, quatrième agglomération du département de la Charente-Maritime. En 2006, cet ensemble représentait une population de 44 758 habitants, ce qui en faisait la 149e aire urbaine et le 59e espace urbain de France.
Les résultats officiels du dernier recensement mené par l'Insee (2006) indiquent une population communale de 2 570 habitants, répartis sur une superficie de 2 346 hectares, ce qui représente une densité de population de 110 habitants au kilomètre carré.
Les chiffres du premier recensement établi dans la commune en 1793 indiquent alors une population de 941 habitants. Celle-ci reste relativement stable durant une soixantaine d'années, bien que l'on puisse distinguer une première période de décroissance perdurant jusqu'à la fin du Premier Empire, avant que la tendance ne s'inverse brutalement sous la Restauration (+ 163 habitants entre 1821 et 1831).
Atteignant un pic de 1 036 habitants en 1836, la population communale plonge de nouveau à partir de cette date. En trente ans (1836-1866) la commune perd 151 habitants, la population s'établissant à 882 habitants en 1866. Au cours des trois décennies suivantes, tandis que la commune est durement frappée par la crise du phylloxéra, Médis connaît encore un recul démographique de 147 habitants. Le début du XXe siècle est marqué par une timide reprise (+ 37 habitants durant la décennie 1896-1906) mais celle-ci ne dure guère et la population communale recommence à décroître à partir de 1906. Au traditionnel phénomène d'exode rural s'ajoutent ici comme ailleurs les ravages de la Première Guerre mondiale. Lors du recensement de 1921, la commune connaît son plus important creux démographique, la population ne dépassant pas les 694 habitants.
Dès lors, la population recommence à croître de manière progressive mais limitée jusqu'en 1962, avec pour seule exception les années 1936-1946 (-99 habitants), déficit de population qui s'explique notamment par l'évacuation d'une partie de la population durant la Seconde Guerre mondiale.
De 1962 à 2006, la population communale augmente de manière exponentielle (+ 1 602 habitants durant cette période, soit une multiplication de la population par trois), phénomène qui s'explique par l'intégration de plus en plus marquée à l'économie de la Côte de Beauté en général et de la ville de Royan en particulier.
Les statistiques publiées en 1999 par la délégation interministérielle à la ville indiquent par ailleurs une part des moins de 25 ans relativement élevée, atteignant 27,3 %, tandis que celle des non diplômés est de 21,3 %.
La part des étrangers dans la population est relativement faible et s'élève à 1,2 %. Les familles monoparentales représentent quant à elles 7,2 % de la population.

### Évolution de la population
L'évolution du nombre d'habitants est connue à travers les recensements de la population effectués dans la commune depuis 1793. Pour les communes de moins de 10 000 habitants, une enquête de recensement portant sur toute la population est réalisée tous les cinq ans, les populations de référence des années intermédiaires étant quant à elles estimées par interpolation ou extrapolation. Pour la commune, le premier recensement exhaustif entrant dans le cadre du nouveau dispositif a été réalisé en 2004.

En 2022, la commune comptait 3 041 habitants, en évolution de +6,51 % par rapport à 2016 (Charente-Maritime : +4,04 %, France hors Mayotte : +2,11 %).
| 1793 | 1800 | 1806 | 1821 | 1831  | 1836  | 1841  | 1846 | 1851 |
| ---- | ---- | ---- | ---- | ----- | ----- | ----- | ---- | ---- |
| 941  | 768  | 692  | 842  | 1 005 | 1 033 | 1 000 | 978  | 952  |

| 1856 | 1861 | 1866 | 1872 | 1876 | 1881 | 1886 | 1891 | 1896 |
| ---- | ---- | ---- | ---- | ---- | ---- | ---- | ---- | ---- |
| 949  | 894  | 882  | 851  | 828  | 810  | 792  | 779  | 735  |

| 1901 | 1906 | 1911 | 1921 | 1926 | 1931 | 1936 | 1946 | 1954 |
| ---- | ---- | ---- | ---- | ---- | ---- | ---- | ---- | ---- |
| 762  | 772  | 737  | 694  | 720  | 729  | 800  | 701  | 863  |

| 1962 | 1968  | 1975  | 1982  | 1990  | 1999  | 2004  | 2006  | 2009  |
| ---- | ----- | ----- | ----- | ----- | ----- | ----- | ----- | ----- |
| 968  | 1 128 | 1 450 | 1 663 | 1 965 | 2 158 | 2 479 | 2 570 | 2 698 |

| 2014  | 2019  | 2022  | - | - | - | - | - | - |
| ----- | ----- | ----- | - | - | - | - | - | - |
| 2 855 | 2 992 | 3 041 | - | - | - | - | - | - |

### Pyramide des âges
La population de la commune est relativement âgée.
En 2018, le taux de personnes d'un âge inférieur à 30 ans s'élève à 22,8 %, soit en dessous de la moyenne départementale (29 %). À l'inverse, le taux de personnes d'âge supérieur à 60 ans est de 40,9 % la même année, alors qu'il est de 34,9 % au niveau départemental.
En 2018, la commune comptait 1 424 hommes pour 1 512 femmes, soit un taux de 51,5 % de femmes, légèrement inférieur au taux départemental (52,15 %).
Les pyramides des âges de la commune et du département s'établissent comme suit.
| Hommes | Classe d’âge | Femmes |
| ------ | ------------ | ------ |
| 1,1    | 90 ou +      | 1,4    |
| 10,4   | 75-89 ans    | 13,3   |
| 27,7   | 60-74 ans    | 27,8   |
| 23,5   | 45-59 ans    | 22,4   |
| 13,7   | 30-44 ans    | 13,1   |
| 10,9   | 15-29 ans    | 9,1    |
| 12,7   | 0-14 ans     | 12,9   |

| Hommes | Classe d’âge | Femmes |
| ------ | ------------ | ------ |
| 1,1    | 90 ou +      | 2,6    |
| 10,1   | 75-89 ans    | 12,6   |
| 22     | 60-74 ans    | 23,2   |
| 20,1   | 45-59 ans    | 19,7   |
| 16,1   | 30-44 ans    | 15,6   |
| 15,2   | 15-29 ans    | 12,7   |
| 15,4   | 0-14 ans     | 13,6   |

## Économie

### Emploi
La commune est au cœur d'un bassin d'emploi particulièrement attractif, la zone d'emploi de Royan (issue de la partition de l'ancienne zone d'emploi Saintonge maritime, qui regroupait les régions de Royan et de Rochefort), forte de 27 753 emplois en 2008. La zone d'emploi de Royan est, avec celle de La Rochelle, la plus dynamique de l'ex-région Poitou-Charentes, toutes deux profitant « d'un tissu économique et d'une démographie dynamiques » (Insee). La croissance y est particulièrement soutenue, du fait du développement des activités tertiaires.

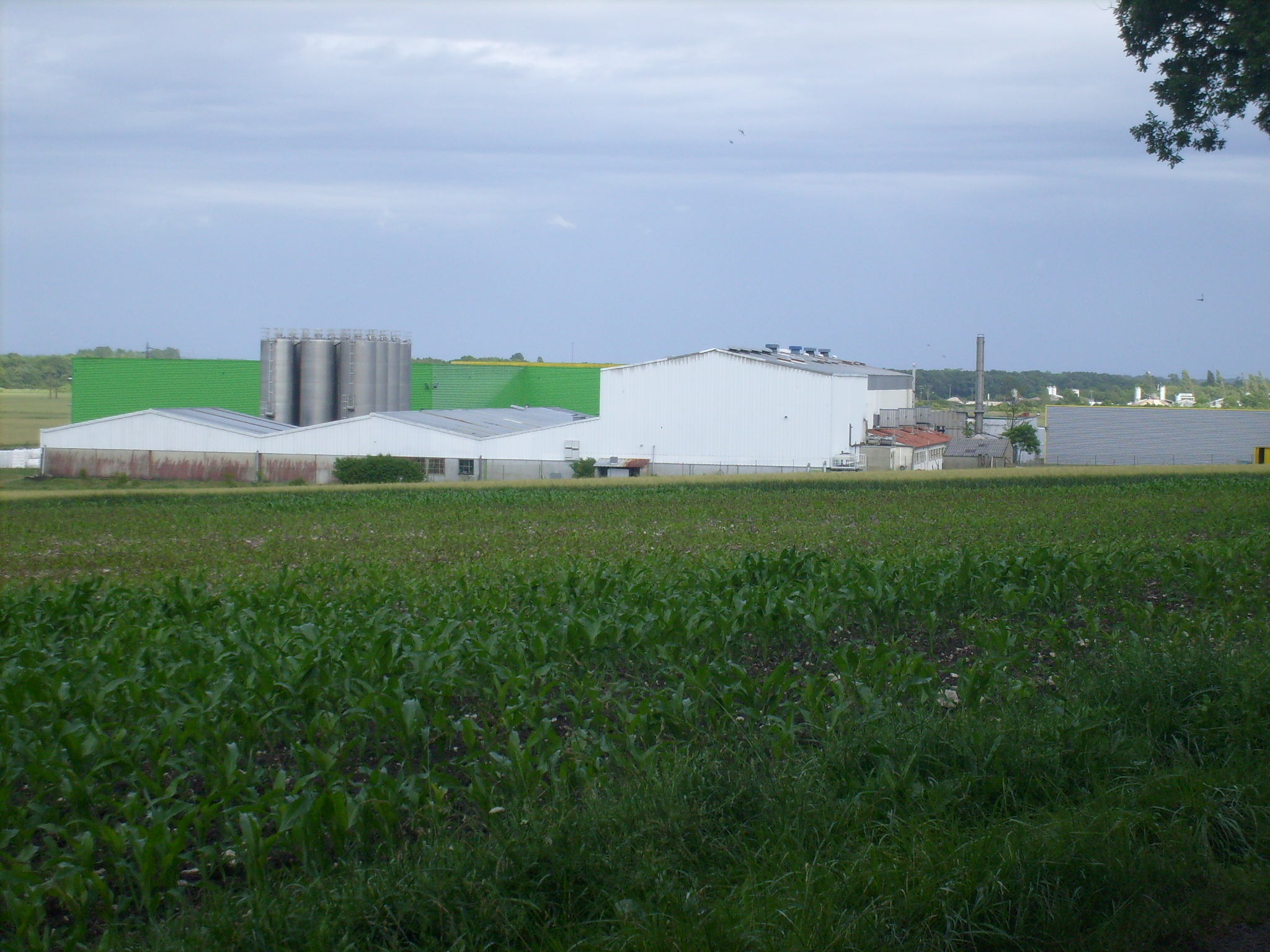
La zone d'activité de l'Orignade.

Les principaux secteurs économiques de la commune sont respectivement le commerce, la construction, l'éducation et la santé. Le commerce représente 30,5 % des emplois disponibles dans la commune, le secteur de la construction 28 %, et les activités liées à l'éducation, la santé et l'action sociale, 10,2 %. Les autres secteurs d'activité sont les services d'aide aux particuliers (9,3 %) et aux entreprises (8,5 %), le transport (4,2 %) et l'industrie agroalimentaire (2,5 %). La zone commerciale de Belmont, mitoyenne de la zone commerciale Royan-II, se situe dans la partie méridionale de la commune.
Avec un chiffre d'affaires annuel de 18 millions d'euros, la principale entreprise de la commune est l'usine « Écofrance », située dans la zone d'activité de l'Orignade. Les différentes enseignes commerciales présentes dans la zone de Belmont représentent une part croissante de l'économie communale. Au total, ce sont près de 118 entreprises qui sont implantées à Médis.
Le taux de chômage était de 11,4 % en 2004, soit largement en dessous de la moyenne départementale.
Le taux d'activité des personnes entre 20 et 59 ans est de 84 %, soit au-dessus de la moyenne nationale, qui n'est que de 82,2 %. D'une manière générale, la population est constituée d'actifs, lesquels représentent 43 % (moyenne nationale : 45,2 %). Ils sont employés à 38,7 %, ouvriers à 25,2 %, artisans, commerçants ou chefs d'entreprises à 10 %, cadres à 7 %. Les retraités représentent 23,1 % et les jeunes scolarisés ou étudiants sont 21,1 %.

### Immobilier
Les revenus des ménages habitant la commune sont légèrement supérieurs à la moyenne nationale, soit 15 997 € par an contre 15 027 €. Le taux de personnes propriétaires de leur logement est de 81,6 % ; parallèlement, 14,9 % des habitants de la commune sont locataires (moyenne nationale : 39,8 %) et 3,5 % sont logés gratuitement (moyenne nationale : 4,9 %).
Le parc immobilier de la commune est constitué de 1033 logements, dont 81,9 % sont des résidences principales et 14,8 % des résidences secondaires. Seuls 3,5 % des logements de la commune sont réputés vacants. Les maisons individuelles sont le type d'habitat prépondérant (95,2 %), loin devant les appartements (3,1 %).

## Lieux et monuments

### L'église Saint-Pierre-ès-Liens

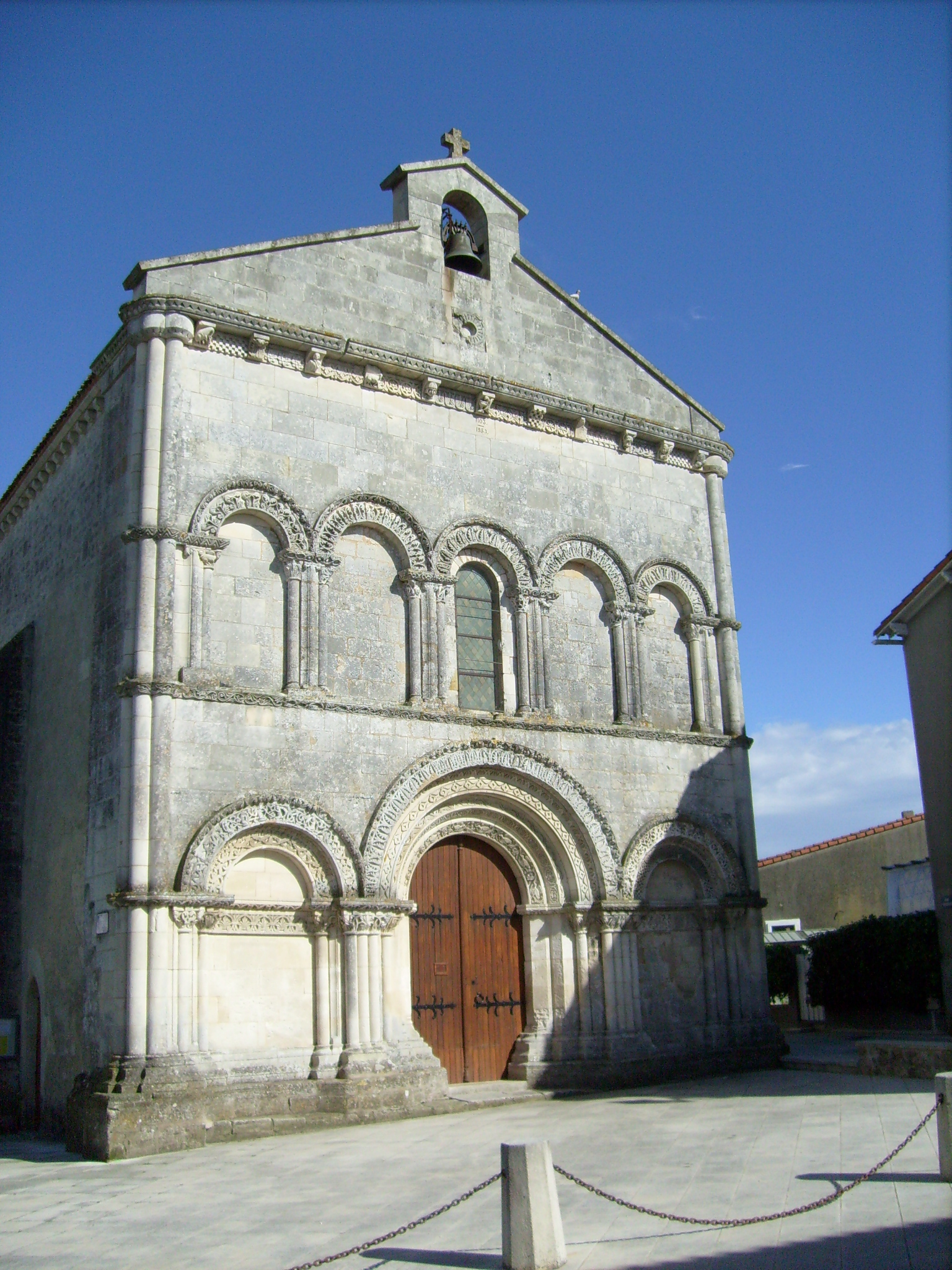
Façade de l'église Saint-Pierre-ès-liens.

L'église Saint-Pierre-ès-Liens est le principal monument de la commune, et également le plus ancien. On ne sait que peu de choses de ses origines et de son histoire, sinon que l'édifice primitif, de style roman, avait un clocher assez massif à la croisée du transept, et qu'au XVIIIe siècle, l'ensemble menaçait ruine. À cette époque, on ne disait la messe que dans le chœur, accessible alors par une petite porte située à proximité de la crypte (traces encore visibles) et qui fut murée ultérieurement. La nef, délabrée, servait quant à elle de... dépotoir, déplorable habitude interdite en 1849 seulement.
En 1836, l'état de l'édifice devint alarmant, et le conseil municipal, pressé de réagir, se déclara incapable de restaurer l'église. Le ministère des Cultes décida alors d'accorder à la commune une subvention de 704 francs pour parer au plus urgent.
Il fallut attendre plus de vingt ans pour voir débuter les premiers travaux.
Plutôt que de parler de restauration, il fut plutôt question de reconstruction totale, voire, selon certains, brutale : En 1861, le clocher carré à arcatures aveugles, sur le point de s'effondrer, fut abattu, et la façade romane sensiblement modifiée pour intégrer un clocheton.
Pendant la Seconde Guerre mondiale, le sanctuaire fut une nouvelle fois considérablement endommagé : les voûtes de la nef et du bras gauche du transept s'effondrèrent, les vitraux furent brisés. Pour cette raison, le culte fut célébré jusqu'en 1946 dans la crypte. En 1950, de nouveaux travaux de restauration furent achevés.
L'église actuelle est donc un édifice assez disparate, intégrant une façade de pur style roman saintongeais datant du XIIe siècle avec portail en plein cintre encadré par deux arcades aveugles, surmonté d'une arcature et d'un clocher-pignon triangulaire. La nef est voûtée en berceau tandis que la croisée du transept et le chevet sont voûtés d'ogives. Le chœur, légèrement surhaussé, est établi sur une crypte de petite dimension. Il abrite des stalles du XVIIe siècle. S'il semble établi que les prêtres et les seigneurs de Médis étaient autrefois inhumés dans le sanctuaire, on a perdu la trace de leurs sépultures.
L'église de Médis fut classée monument historique le 13 janvier 1946.
Un sarcophage, datant probablement du début du IVe siècle se trouve sur la place de l'église, qui abritait autrefois le cimetière paroissial.

### Le temple protestant

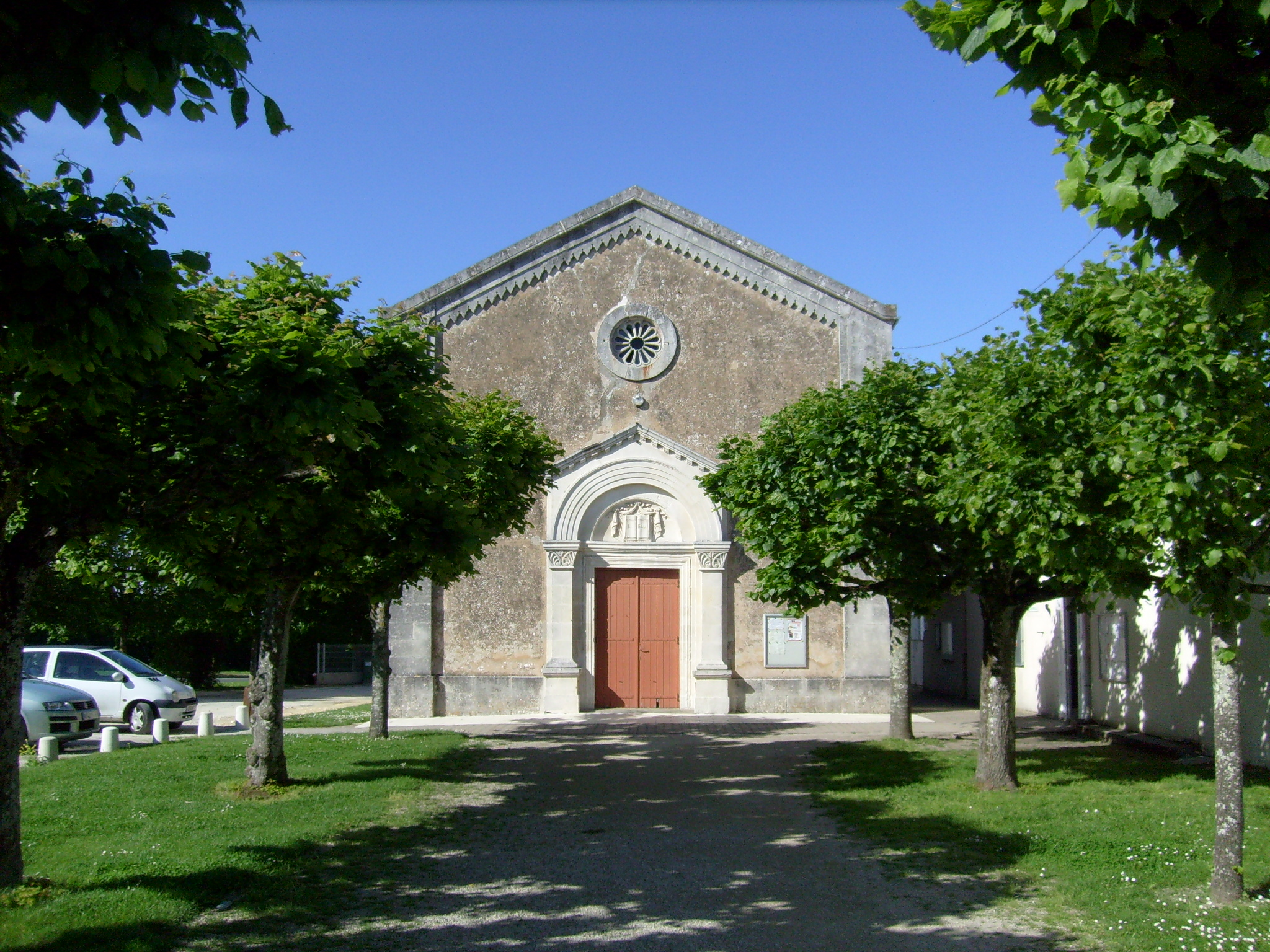
Le temple protestant, construit en 1861.

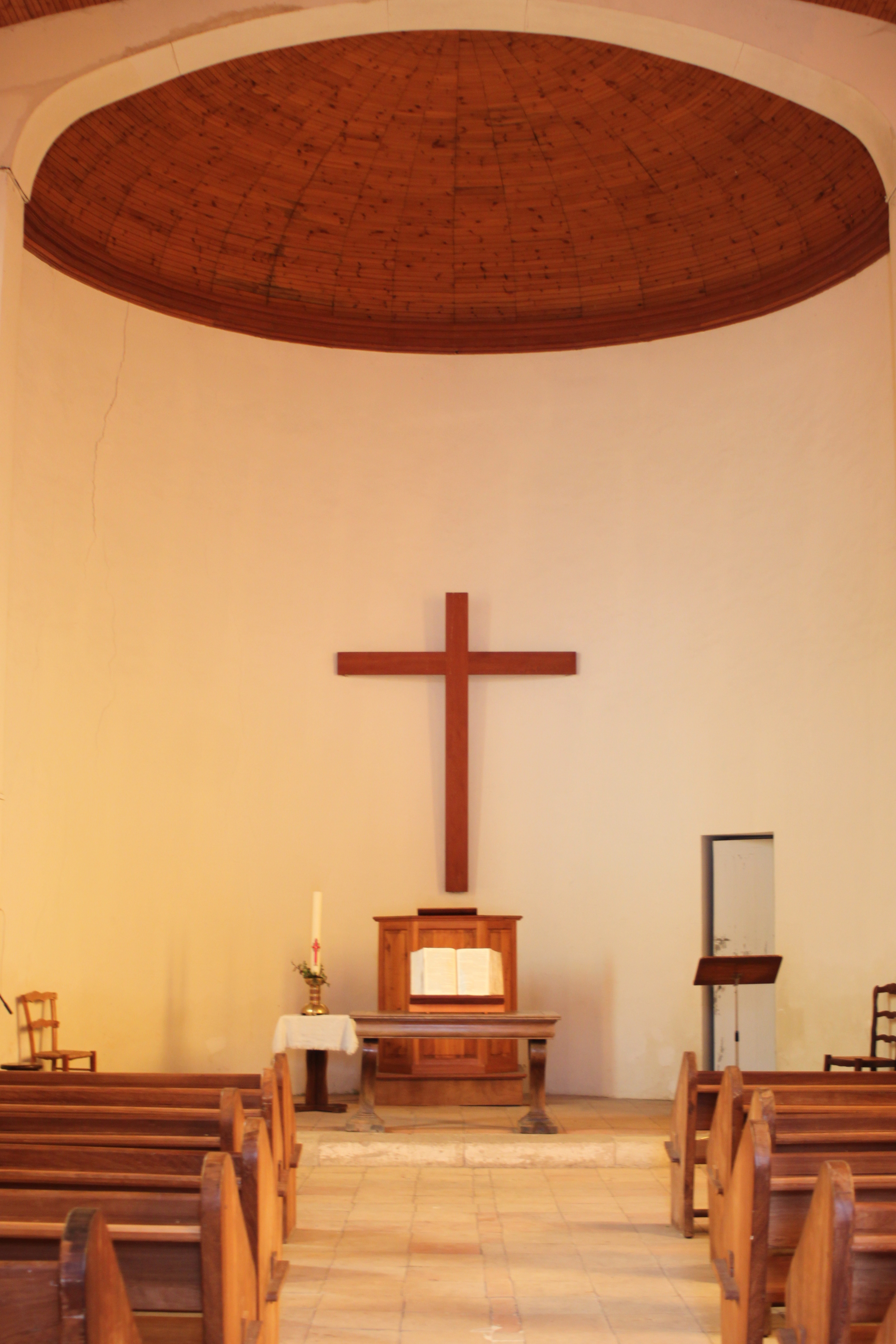
L'intérieur.

La décision de construire un nouveau temple protestant en remplacement de celui érigé un siècle auparavant au lieu-dit « Le Pouyeau » fut prise en conseil municipal le 7 juillet 1855, afin de répondre aux besoins d'une communauté estimée alors à environ 250 personnes sur l'ensemble de la commune de Médis. Néanmoins, pour des raisons essentiellement financières, l'érection du monument, sur un terrain situé au centre du village, à quelques mètres de l’église, fut différée de plusieurs années.
Le début des travaux fut très laborieux, puisqu'à peine les premiers murs achevés, il fallut les démolir, les fondations ayant été mal tracées.
Pour autant, le 7 mars 1861, l'édifice fut officiellement ouvert au culte.
Ce temple est de plan très simple, formé d'une nef de trois travées et d'une façade assez sobre, percée d'un oculus.

### Autres monuments remarquables

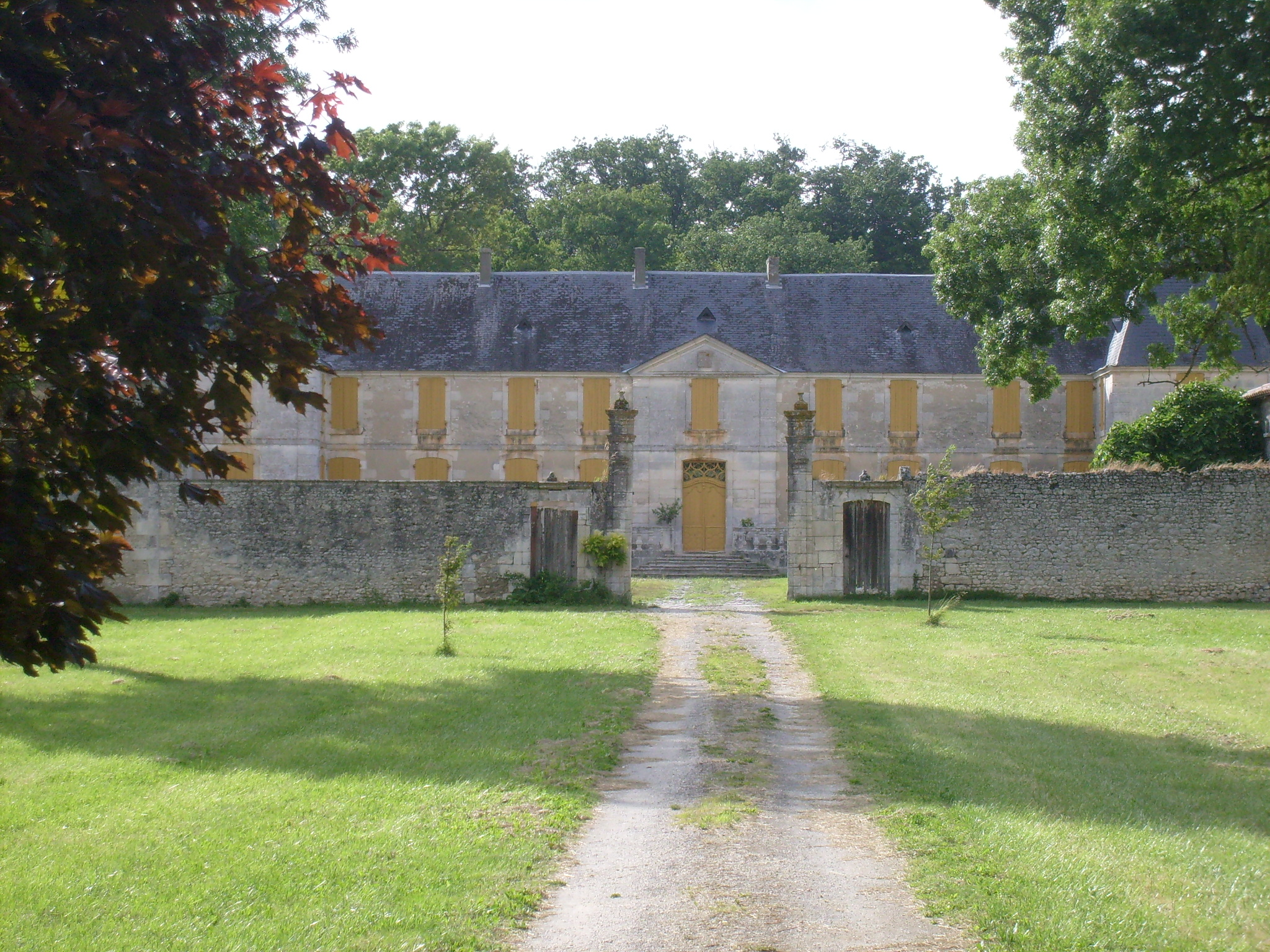
Le château de la Rigaudière.

- Le château de la Rigaudière est une vaste construction de style classique érigée entre 1759 et 1776[84] pour André Alexandre Froger de La Rigaudière, à l'emplacement d'un édifice plus ancien. Il se compose d'un logis organisé sur deux niveaux, coupé en son milieu par un corps formant une légère saillie, surmonté d'un fronton triangulaire. Le logis est précédé d'une cour d'honneur, elle-même bordée de deux communs en retour d'équerre et coiffés d'une toiture en tuiles canal qui contraste avec le toit à l'impériale en ardoise du bâtiment principal. L'intérieur du château conserve plusieurs cheminées monumentales du XVIIIe siècle ainsi que des boiseries d'époque Louis XV. À l'arrière du château, les jardins sont inscrits au pré-inventaire des jardins remarquables[85]. L'ensemble du domaine est classé monument historique depuis le 27 décembre 1996.
- Le logis de Puyraveau est une ancienne maison noble dont les origines sont très anciennes, puisqu'on le mentionne dans une charte datée de 1489. Largement remanié au cours des siècles, il conserve quelques traces d'arcatures gothiques ainsi que la date de 1729 gravée sur le linteau d'une porte[86]. Il fut un temps la propriété de la famille Daulnis, passé au calvinisme au XVIIe siècle, et dont certains membres émigrés en Amérique contribuèrent à fonder la ville de Nouvelle-Rochelle.
- Le moulin de Médis, situé un peu en retrait de la rue Joël-Conte, date sans doute du XVIIIe siècle. Il n'est plus en activité.
- Le logis du Pourteau est une maison bourgeoise datant du XVIIIe siècle. Composé d'un logis principal articulé autour d'une travée axiale, il est coiffé d'une toiture en tuiles canal.
- Le pigeonnier de la Motte-Luchet (XVIe siècle) semble s'inspirer de la « fuie » circulaire du prieuré de Montierneuf à Saint-Agnant.

### Aux alentours
La situation géographique de la commune la place aux portes de la Côte de Beauté et de ses stations balnéaires (Royan, Saint-Georges-de-Didonne, Vaux-sur-Mer, Saint-Palais-sur-Mer, Les Mathes) tout autant que de la région du Val de Seudre, laquelle offre un cadre plus rural. La ville de Saujon, mitoyenne de la commune, est par ailleurs une station thermale et le point de départ de circuits de randonnée.
Parmi les sites remarquables à proximité de Médis, notons également le site gallo-romain de Barzan, le zoo de la Palmyre, les villages artisanaux de Mornac-sur-Seudre et de Talmont-sur-Gironde et les grottes de Matata et de Régulus, à Meschers-sur-Gironde.

## Équipements et services

### Transports urbains
La commune est desservie par le réseau de transports urbains de la communauté d'agglomération Royan Atlantique. Baptisé Cara'Bus, ce service géré par la société Veolia Transport totalise quelque dix lignes de bus régulières reliant près de 130 stations réparties dans seize communes de la grande périphérie royannaise.
Médis est également reliée par navettes aux principales villes du département via le réseau de lignes départementales Les Mouettes. Ce dernier totalise 20 lignes principales et 250 lignes secondaires.

### Enseignement

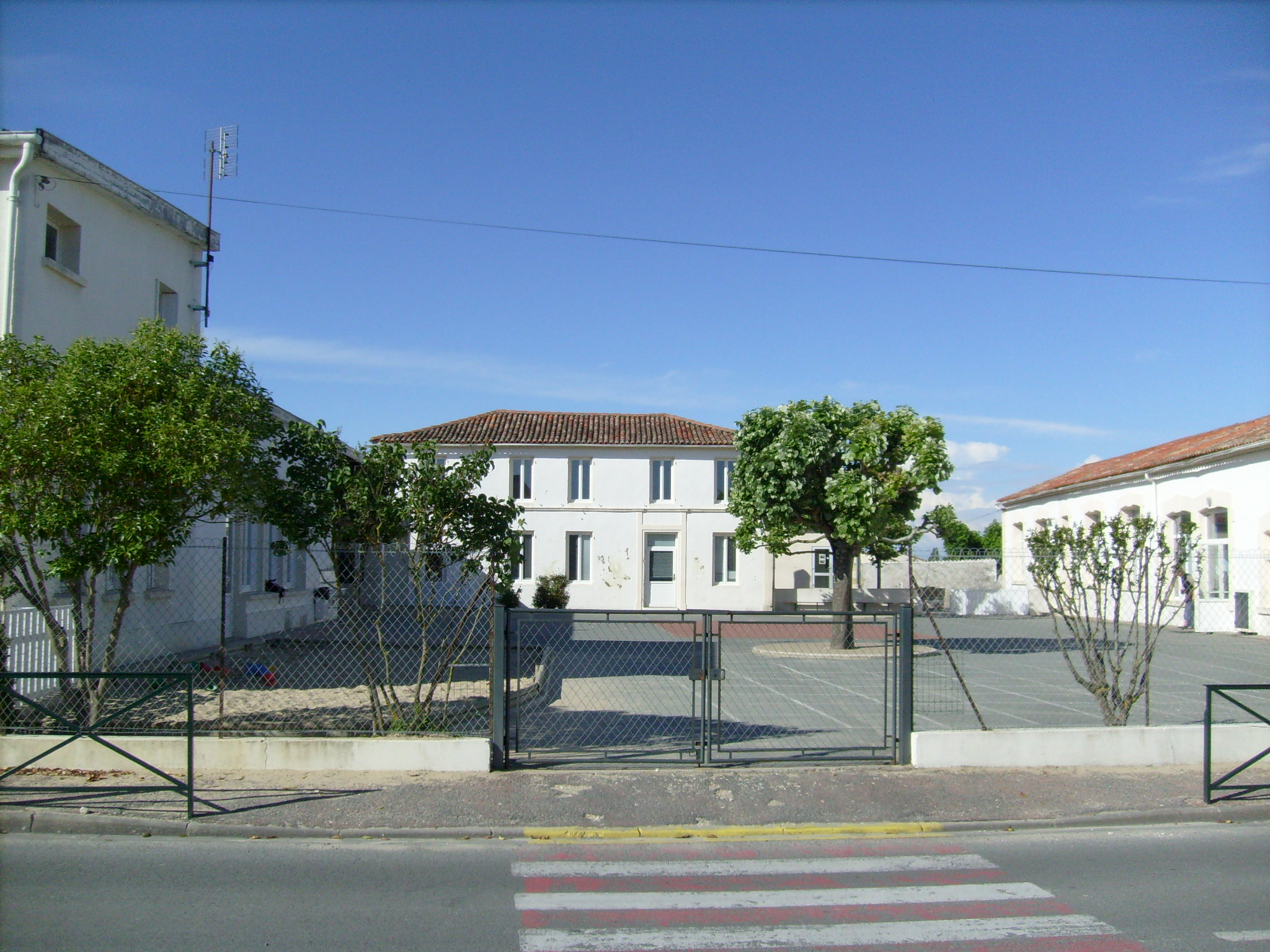
Le groupe scolaire.

La commune de Médis dépend de l'académie de Poitiers (zone A).
Les infrastructures scolaires communales comprennent un groupe scolaire public composé d'une école maternelle (trois classes) et d'une école primaire (sept classes). L'école intègre également une halte-garderie et un restaurant scolaire, lequel est situé face au temple protestant. La bibliothèque municipale a également été aménagée dans l'enceinte de l'établissement.
Les établissements d'enseignement secondaire les plus proches sont les collèges de Saujon et de Royan. Les lycées sont concentrés à Royan.
Le transport scolaire a été confié à la société de transports urbains de la communauté d’agglomération Royan Atlantique (Cara'Bus).

### Sports
La commune est équipée d'un terrain de football, d'un court de tennis, d'une salle omnisports ainsi que d'un skate-park.
Les principales associations sportives sont l'ASM football, l'école de vélo de Médis, le Twirling club, le Medis Tennis club et l'association médisaise de tennis de table.

### Santé et sécurité
Les infrastructures sanitaires comprennent une maison médicale, une pharmacie et une maison de retraite privée. Les cabinets des principaux professionnels de la santé sont regroupés au sein de la maison médicale : y exercent deux médecins généralistes, deux chirurgiens-dentistes, un kinésithérapeute et deux infirmières.
L'hôpital le plus proche est le centre hospitalier de Royan.
La ville voisine de Royan abrite une caserne des sapeurs-pompiers, siège du groupement sud, l'un des quatre centres de secours principaux du département (CSP). La ville de Saujon accueille quant à elle un centre de secours (CS).

## Vie locale

### Cultes

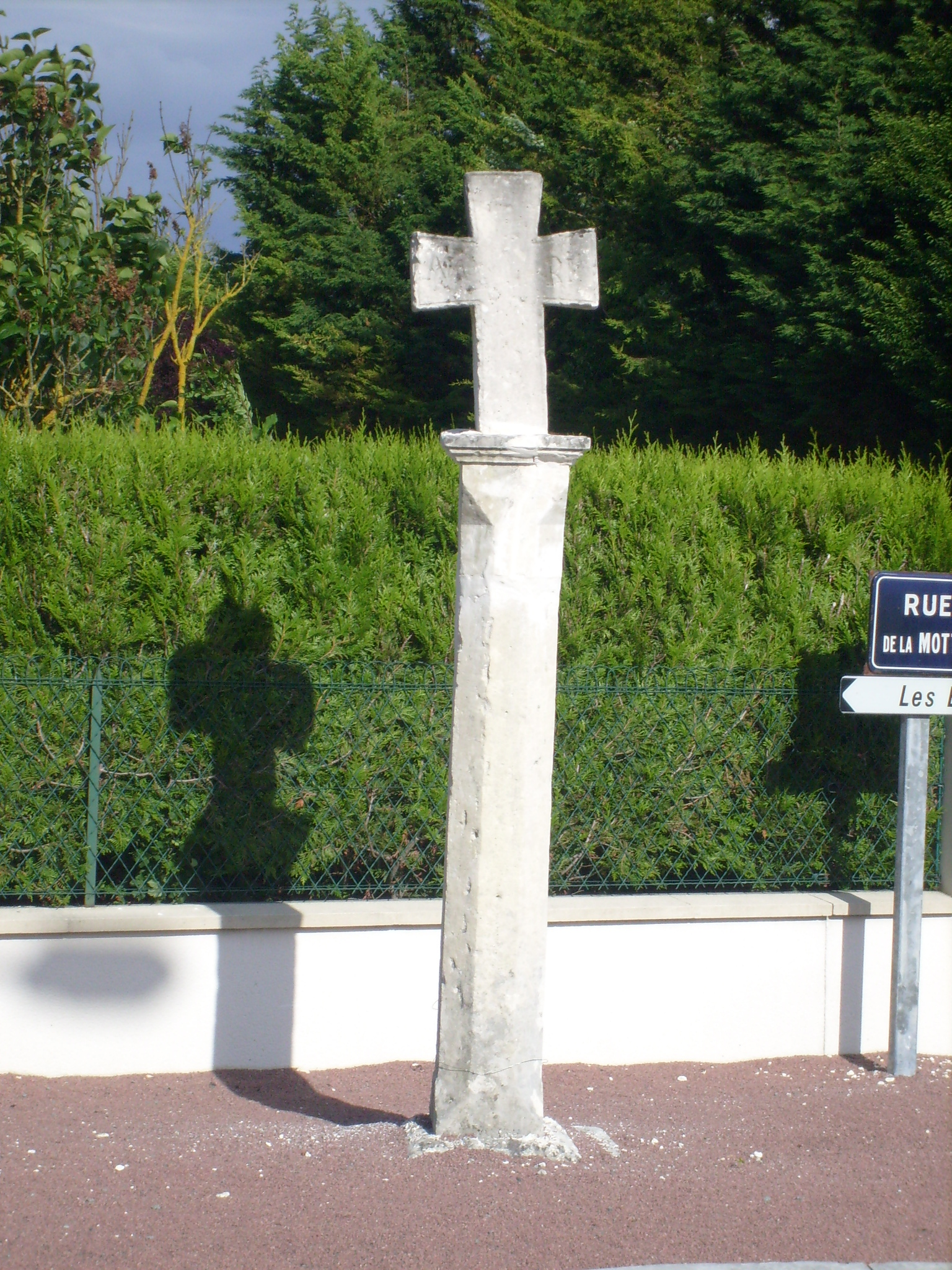
La Croix-vieille (XVIe siècle).

Médis appartient au diocèse catholique de La Rochelle et Saintes, lui-même subdivision de la province ecclésiastique de Poitiers depuis 2002 (de la province ecclésiastique de Bordeaux avant cette date). La paroisse Saint-Pierre-et-Saint-Jean a été constituée par le rapprochement des anciennes paroisses Saint-Pierre-ès-Liens de Médis et Saint-Jean de Royan. Les offices y sont depuis lors célébrés alternativement en l'église de Médis (premier, troisième et éventuellement cinquième samedi du mois) et en la chapelle Saint-Jean de Royan.
La paroisse est rattachée au doyenné de Royan et au secteur pastoral Notre-Dame-L'Assomption, lequel regroupe neuf paroisses de l'agglomération royannaise.
Pour l'Église réformée, Médis appartient au consistoire de Charente-Maritime et à la paroisse de Royan depuis 2005. Deux représentants de Médis sont représentés au sein du conseil presbytéral de Royan.
Le culte est célébré de manière ponctuelle au temple de Médis, les offices réguliers étant célébrés au temple protestant de Royan chaque dimanche.

### Animations
Les principaux événements festifs de la commune sont la fête patronale (15 août), le bal des feux de la Saint Jean (premier samedi suivant le 24 juin), la fête nationale (bal et feu d'artifice ont lieu traditionnellement le 13 juillet) et la « frairie » (fête foraine) dont la date varie chaque année.
Médis est également l'une des communes du « pays saujonnais » à accueillir chaque année une partie des animations du festival du « mai musical » lequel voit se produire depuis 1978 des concerts de musique classique, baroque, jazz ou gospel.

### Marché
Un marché alimentaire en plein-air se tient dans la commune chaque vendredi matin depuis le 10 juillet 2009.

### Associations
Le tissu associatif communal inclut des clubs sportifs (ASM football, club de parachutisme, Médis tennis club), des associations de loisirs (Médis Animation, club humour et joie, liberty dance country, club informatique, association de chasse ACCA, foyer rural et amicale des doigts d'or) ou cultuelles et caritatives (CAFEJ 17). La commune accueille également un refuge pour animaux affilié à la société protectrice des animaux : le refuge des « amis des bêtes ».

### Télévision
La réception de la télévision numérique terrestre (TNT) est possible sur l'ensemble du territoire communal depuis 2005. Deux émetteurs de télévision proposent ce service : le plus puissant est l'émetteur de Royan-Vaux-sur-Mer, qui diffuse les émissions de la TNT depuis le 30 juin 2008. L'émetteur de Niort-Maisonnay couvre également l'agglomération, quoique de manière moins homogène. Tous deux relaient les 18 chaînes gratuites de la TNT, dont les programmes régionaux de France 3 Poitou-Charentes. L'émetteur de Niort-Maisonnay diffuse en outre les programmes de France 3 Ouest.
Depuis le 31 mai 2009, l'activation d'un nouveau multiplex sur l'émetteur de Niort-Maisonnay permet la réception des émissions de la télévision haute définition (TVHD).

### Langue régionale
La situation de la commune au sud-ouest de l'ancienne province de la Saintonge la place aux confins de l'aire linguistique picto-saintongeaise (domaine de langue d'oïl) et gasco-occitane (domaine de langue d'oc).
La langue vernaculaire de la Saintonge est le saintongeais, une langue d'oïl teintée d'occitan, assez proche du poitevin par sa structure et son vocabulaire.